# Микропластик
Микропла́стик — мелкие частицы пластмасс. В научной литературе отсутствует единый стандарт классификации микропластика по размеру, но часто его определяют как частицы размером менее 5 мм. Микропластик образуется в результате механического износа пластиковых изделий при их использовании (например, автомобильных шин, рыболовных сетей, синтетической одежды), а также производится изначально в виде первичных микрогранул.
Большинство микрочастиц попадает в окружающую среду (водные экосистемы и почвы) через сточные воды и поверхностный сток. К 2025 году микропластик был обнаружен практически повсеместно — от арктических льдов до глубоководных отложений в Марианской впадине. По данным ЮНЕП, ежегодно в озёра, реки и моря поступает от 19 до 23 млн тонн пластиковых отходов. Основной вклад в образование микропластика вносят такие источники, как износ шин, синтетической одежды и красок, хотя часть отходов распадается на микрочастицы. Ветер способен переносить пластиковые частицы на десятки и даже сотни километров, распространяя их далеко за пределы мест выбросов. В почвах концентрация микропластика может значительно превышать показатели водных сред и достигать миллионов частиц на килограмм. Влияние микропластика на почвы, куда он может попадать вместе со сточными водами, изучено недостаточно. Исследования указывают на его вредное воздействие на структуру почвы и рост растений, хотя в отдельных случаях возможны нейтральные и даже слабоположительные эффекты — например, стимуляция роста растений при низких концентрациях и определённых типах микропластика.
Микропластик обнаружен в различных тканях и органах человека, включая лёгкие, печень, сердце и мозг. Частицы присутствуют даже в таких продуктах, как бутилированная вода, чай, овощи и фрукты. Согласно докладу Всемирной организации здравоохранения 2022 года, влияние микро- и нанопластика на здоровье человека остаётся недостаточно изученным, а выводы о возможных эффектах носят предположительный характер. В числе потенциальных рисков учёные рассматривают воспалительные процессы, нарушения обмена веществ, а также влияние на репродуктивную и сердечно-сосудистую системы. Исследования показывают, что микропластик способен накапливаться в организмах животных различных видов — от планктона до крупных морских млекопитающих — и проникать в пищевые цепи. Масштабы и характер его воздействия на флору и фауну продолжают изучаться.
Для сокращения загрязнения предлагаются меры на международном уровне: развитие экономики замкнутого цикла, сокращение производства одноразового пластика, улучшение систем очистки сточных вод и законодательные ограничения. На глобальном уровне до сих пор не достигнуто единого соглашения о мерах против пластикового загрязнения.

## Обнаружение
«Я проводил исследования на побережье и заметил, что там скапливается множество мелких пластиковых фрагментов. Тогда я решил привлечь студентов, и мы начали устраивать уборки пляжей. Мне стало интересно: «Какие из этих частиц самые мелкие?» Студенты взяли образцы песка с берега, и когда мы посмотрели их под микроскопом, то увидели, что среди песчинок есть частицы, которые явно были из пластика. Так мы и обнаружили микропластик — частицы, настолько крошечные, что некоторые были тоньше человеческого волоса. Оказалось, они уже загрязняют прибрежные воды Великобритании.
В статье, которую мы опубликовали в 2004 году в журнале Science, мы показали, что морские организмы способны поглощать эти частицы. А ещё, когда мы пересмотрели старые образцы, стало ясно, что количество этих мелких фрагментов — которым мы дали название «микропластик» — начало заметно расти ещё с 1960-х годов.»
С 1950-х годов производство пластика приобрело глобальные масштабы. Уже в конце 1960-х годов начали появляться первые научные и общественные дискуссии о проблеме пластикового загрязнения: на берегах и пляжах стали скапливаться крупные фрагменты пластика, а учёные впервые обнаружили его следы в организмах морских животных. Широкое внимание проблема получила лишь в 1980-х годах, когда стали поступать сообщения о скоплении пластика в удалённых регионах, таких как островные территории Аляски, а также о прямом вреде для дикой природы: животные запутывались в пластиковых отходах, заглатывали их и погибали от истощения или удушья. Первые исследования крупных пластиковых отходов проводились в основном на побережье США и европейских побережьях Атлантики.
Термин «микропластик» впервые был использован Исследовательской лабораторией ВВС США в 1968 году для обозначения микроскопических повреждений пластиковых материалов, возникающих в результате механических воздействий. Изначально понятие не имело экологического значения и применялось исключительно в инженерно-техническом контексте, описывая деформации крупных пластиковых деталей.
В 2004 году морской биолог Ричард Томпсон впервые применил термин «микропластик» для описания пластиковых частиц размером около 20 микрометров, собранных на пляжах и береговой линии Плимута в Англии. Его исследование, опубликованное в журнале Science, стало первой значительной научной работой, где пластиковые микрочастицы были выделены как отдельная категория загрязнителей, и положило начало интенсивному изучению этого явления. В 2008 году в США прошла первая научная конференция, посвящённая изучению воздействия микропластика на живые организмы, оценке экологических рисков и возможным мерам по сокращению его распространения. С тех пор термин «микропластик» вошёл в научный оборот, а количество исследований по данной теме продолжает активно расти.
Исследователи прогнозируют, что количество микропластика будет только расти. Как подчёркивает журналист Мэтт Саймон в книге A Poison Like No Other: How Microplastics Corrupted Our Planet and Our Bodies, микропластики уже стали «вездесущим ядом», проникающим во все экосистемы и даже в человеческий организм. Согласно прогнозируемым объёмам пластикового загрязнения в целом — включая макро — и микропластик — объёмы пластикового мусора будут расти как минимум до середины XXI века, особенно в странах с низким и средним уровнем дохода. По базовому сценарию «без изменений» к 2050 году ежегодный объём пластиковых отходов в окружающей среде достигнет 66,1 млн тонн, что, как ожидается, приведёт к увеличению объёмов микропластика вследствие постепенного распада макропластиковых отходов. Согласно исследованию, опубликованному в 2021 году, даже если бы производство пластика полностью прекратилось в тот момент, уже накопившиеся отходы — около 5 миллиардов тонн — продолжали бы распадаться на микрочастицы, которые невозможно удалить или собрать. По оценкам исследователей, на 2023 год глобальные годовые выбросы микропластика в атмосферу составляли порядка 0,324 млн тонн. При ежегодном снижении выбросов микропластика в океан более чем на 5 % можно добиться стабилизации его уровня в поверхностных водах к концу столетия. Даже при таком сокращении общая «нагрузка» микропластика к 2100 году всё равно удвоится по сравнению с уровнями 2026 года. При менее радикальных мерах загрязнение продолжит расти. При сохранении текущих тенденций концентрация микропластика в сельскохозяйственных почвах может достигнуть уровней, уже используемых в лабораторных экспериментах, — до 0,67 % от массы почвы к 2122 году. Особенно быстрое накопление наблюдается в удобряемых почвах.

## Классификация
Ключевой проблемой в изучении микропластика остаётся отсутствие единой классификации. Термин «микропластик» долгое время применялся без чёткого определения, что затрудняет сопоставление результатов и порождает терминологическую неоднозначность. В научной литературе частицы принято классифицировать по четырём основным признакам: размеру, происхождению, форме и химическому составу. Существующие классификационные схемы охватывают лишь часть физических и химических характеристик микропластика — они ориентированы главным образом на сферические частицы и мало применимы к волокнам, плёнкам и фрагментам. Морфология и состав микрочастиц зависят от среды происхождения: в почве преобладают фрагменты, в водной и воздушной среде — волокна. Различные типы полимеров обладают разной степенью устойчивости и биоразлагаемости. Важным, но редко учитываемым параметром остаётся электрический заряд частиц, влияющий на их поведение в биологических и почвенных системах. Отсутствие унифицированного подхода к учёту этих свойств осложняет оценку потенциальных экологических и токсикологических рисков.
Несмотря на разнообразие форм и источников, микропластик как категория объединяется рядом характерных свойств, связанных с его микроскопическим размером. Такие частицы трудно обнаружить невооружённым глазом; они без труда переносятся ветром и водными потоками, проходят через системы фильтрации и легко попадают в организмы животных. В пищевых цепях микропластик может накапливаться и передаваться от низших звеньев к высшим, достигая даже человека. Кроме того, поверхность микропластика быстро покрывается бактериальной биоплёнкой, способной адсорбировать органические загрязнители, повышая токсичность частиц.

### По размеру

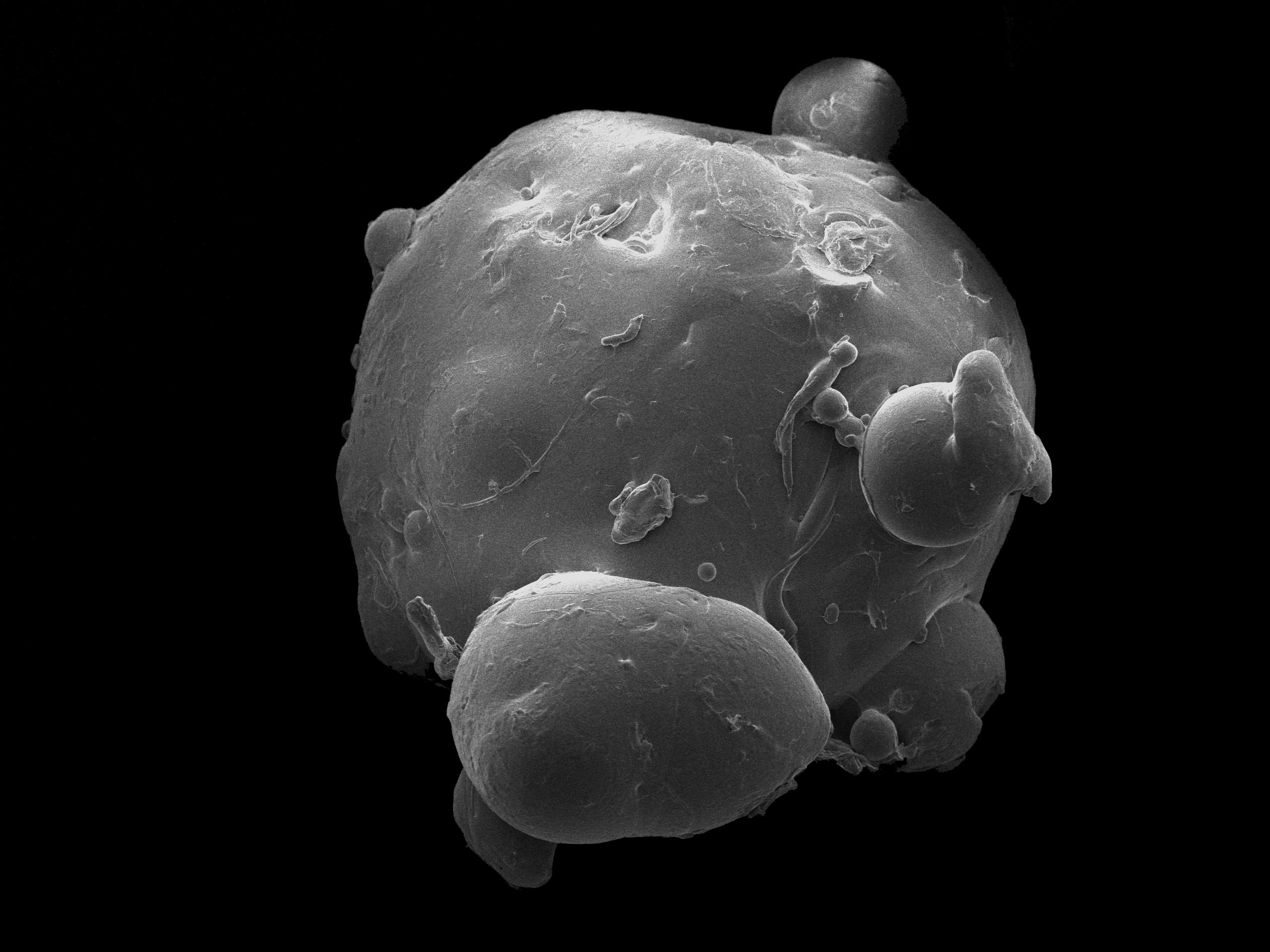
Фотография пластиковой микрогранулы, полученная с помощью электронного микроскопа, 2016 год

Чаще всего микропластик определяется по размеру, хотя верхняя и нижняя границы чётко не установлены. Некоторые авторы трактуют этот термин широко, включая частицы диаметром менее 5 мм, тогда как другие предлагают более узкие критерии — менее 2 мм, 1 мм или даже 500 мкм.
Наиболее распространённым является определение микропластика как пластиковых частиц размером от 1 мкм до 5 мм. Микропластик может иметь неправильную форму, поэтому при классификации учитывается размер хотя бы по одной из осей, что позволяет включать в определение как сферические частицы, так и волокна, плёнки и фрагменты. Верхняя граница в 5 мм обусловлена предельным размером, при котором частицы могут быть поглощены организмами морской биоты. Нижняя граница в 1 мкм обусловлена техническими возможностями аналитических методов, таких как микроспектроскопия, которые не позволяют надёжно обнаруживать и идентифицировать частицы меньшего размера. Это определение используется в нормативных документах различных стран и международных организаций, включая Национальное управление океанических и атмосферных исследований США и Европейский союз. Такая классификация имеет ряд недостатков. В частности, большинство исследований ориентируется исключительно на верхнюю границу в 5 мм, несмотря на то что частицы размером 5 мм и 50 мкм существенно различаются по физико-химическим свойствам, экологической подвижности и токсикологическому воздействию. Химический состав микропластика варьируется в зависимости от его происхождения. Наиболее часто упоминаемыми в полевых и лабораторных исследованиях типами микропластика являются полиэтилен (PE, упоминается в 23 % работ), полистирол (PS, 22 %), полипропилен (PP, 12 %) и полиэстер (PES, 9 %) . Эти материалы широко применяются в упаковке, одноразовой посуде, текстиле, трубах и медицинском оборудовании.
Разнородность в определении размеров и типов микропластика затрудняет сопоставление данных различных исследований. Размер чаще всего определяется по длине максимальной оси, хотя при взаимодействии с организмами важны и такие параметры, как толщина и объём. Альтернативный подход предлагает определять микропластик в диапазоне от 1 мкм до 1 мм, что удобно согласуется с единицами измерения Международной системой единиц.
Для повышения точности ряд учёных предложил ввести дополнительную терминологию, позволяющую разделять пластиковые частицы на подкатегории в зависимости от их размера. В научной литературе существует несколько вариантов классификации пластиковых частиц по размеру, и они могут пересекаться. Например, «мелкий микропластик» (1—100 мкм) и «микропластик в узком смысле» (50—500 мкм) отражают разные подходы. Точно так же «нанопластик» могут определять как <50 мкм или <1 мкм, но чаще всего под ним понимают частицы размером менее 1 мкм.
- Нанопластик — частицы, как правило, меньше 1 мкм, примерно в 100 раз меньше диаметра человеческого волоса[32]. Из-за микроскопических размеров он практически не выявляется стандартными методами визуального анализа. Наночастицы обладают высокой реакционной способностью, способны проникать через клеточные мембраны и вызывать воспалительные и оксидативные реакции[33]. Будучи в десятки раз меньше эукариотических клеток, нанопластик может воздействовать на биологические системы на молекулярном и субклеточном уровнях. Его присутствие уже зафиксировано в плаценте, крови, лёгких и грудном молоке человека[34][32]. Исследования нанопластика осложняются техническими трудностями в его идентификации и анализе в биологических образцах[35]. Это связано с его особыми свойствами — он очень мелкий и подвижный, имеет большую поверхность относительно массы, а также может выделять в окружающую среду химические вещества, добавленные в пластик при производстве. Поэтому нанопластик всё чаще рассматривают как особый тип загрязнителя, который требует отдельного подхода к изучению и контролю[36][37].
- Мелкий микропластик — это частицы размером от 1 до 100 мкм. Из-за малого размера они обладают высокой биодоступностью и способны адсорбировать различные загрязнители, включая тяжёлые металлы, стойкие органические соединения и фармацевтические препараты. Эти частицы легко накапливаются в организмах фильтраторов, таких как мидии, устрицы и зоопланктон, и могут далее передаваться по пищевым цепям[30][38].
- Крупный микропластик — частицы размером от 100 мкм до 5 мм. Такие частицы легче идентифицировать с помощью фильтрации, микроскопии и спектроскопии, и потому это наиболее изученная категория микропластика. Крупный микропластик регулярно обнаруживают в морской воде, почве, донных отложениях и атмосферной пыли[39].

### По происхождению
Микропластик классифицируют по происхождению на первичный и вторичный. В большинстве случаев достоверно определить происхождение конкретных частиц затруднительно, поэтому такая классификация применяется лишь тогда, когда источник микропластика можно установить с высокой степенью уверенности. Тем не менее, разграничение по происхождению имеет практическое значение для разработки мер по снижению загрязнения — например, запрета на использование микрогранул в косметике или предотвращения фрагментации пластиковых изделий за счёт сокращения объёмов пластиковых отходов в окружающей среде.

#### Первичный

Тряпка из микроволокна, 2008 год

Первичный микропластик намеренно производится в микроскопических размерах. Наиболее распространённой формой являются микрогранулы, используемые в косметических и гигиенических средствах в качестве эксфолиантов или абразивных компонентов. Эти частицы чаще всего изготавливаются из полиэтилена, поскольку его гладкая поверхность оказывает более щадящее воздействие на кожу по сравнению с природными абразивами, имеющими шероховатую структуру. К первичному микропластику относят пластиковую пыль, образующуюся в процессе промышленного производства и при использовании пластиковых изделий в быту.
К числу других распространённых источников первичного микропластика относятся блёстки (англ. glitter), широко применяемые в декоративной косметике, материалах для рукоделия, одежде, обуви, аксессуарах и украшениях. После использования такие частицы легко попадают в окружающую среду, как правило, через систему канализации.
К первичному микропластику относятся пластиковые пеллеты — гранулы диаметром обычно 2-5 мм, которые автоматически классифицируются как первичный микропластик, поскольку их размер попадает в общий диапазон микропластика (< 5 мм), несмотря на то что они находятся на его верхней границе. Пеллеты попадают в окружающую среду на всех этапах своего жизненного цикла — от производства и упаковки до транспортировки и разгрузки. Кроме того, микропластик может присутствовать в некоторых ингаляционных и пероральных лекарственных формах, где используется в качестве вспомогательных веществ или оболочек капсул. После употребления такие частицы могут попадать в водные экосистемы с бытовыми сточными водами и через ливневую канализацию.
По оценкам 2023 года, каждый год в окружающую среду попадает около 12,7 млн тонн первичного микропластика. Хотя в общем объёме пластиковых отходов он, скорее всего, уступает вторичному микропластику, в некоторых регионах — например, в районе Великих озёр в США — его доля может быть выше. Первичный микропластик проще контролировать, поскольку его источники часто связаны с конкретными промышленными процессами и определёнными товарами потребления.

#### Вторичный

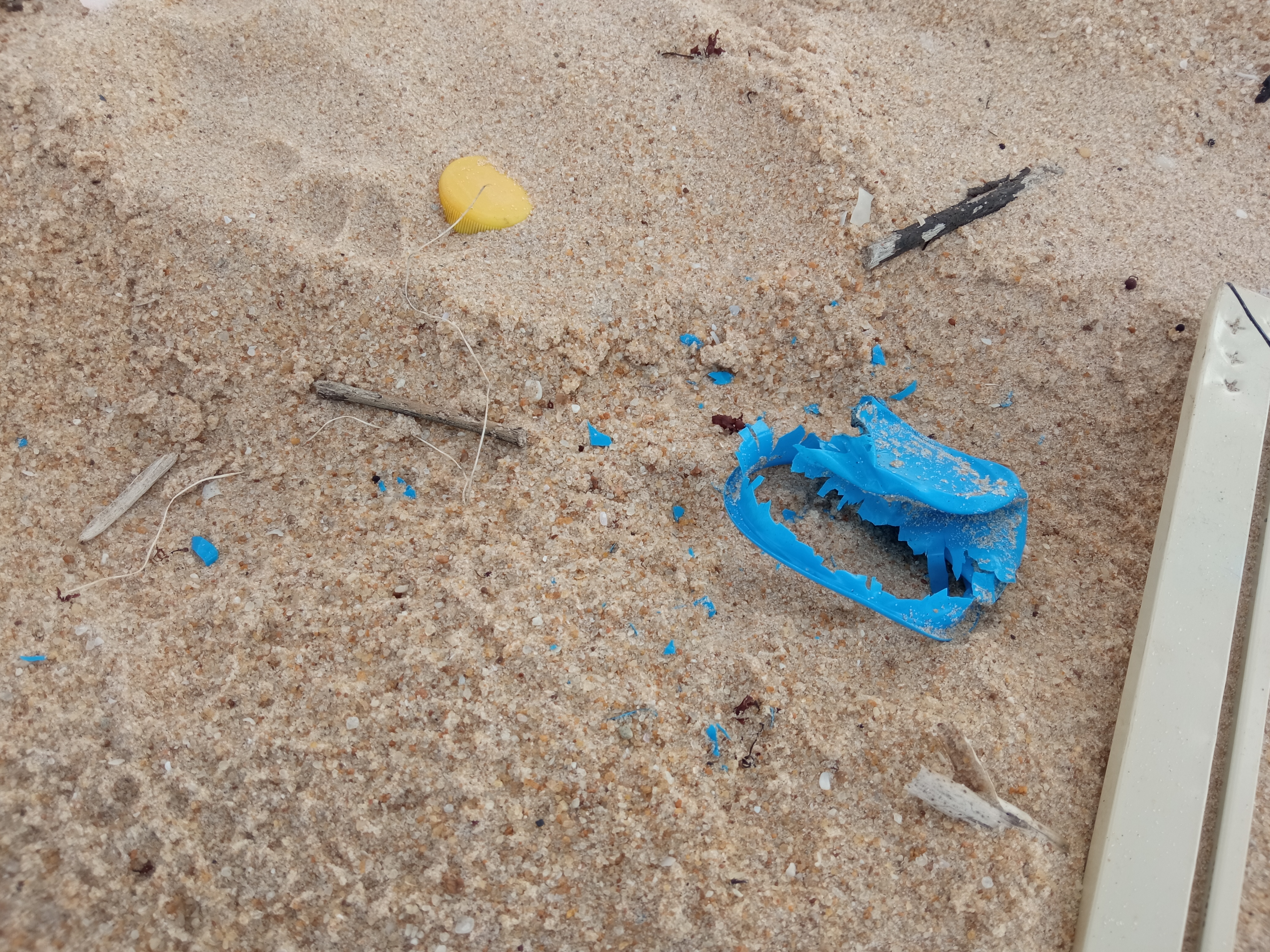
Распад пластиковых отходов на частицы микропластика в прибрежной зоне, 2021 год

Вторичный микропластик — это микроскопические частицы пластика, образующиеся при разрушении более крупных пластиковых изделий под воздействием внешней среды. В отличие от первичного микропластика, вторичный образуется в результате износа, трения, фотодеградации и других процессов распада пластмасс. Из-за неровной поверхности такие частицы обладают высокой способностью адсорбировать загрязняющие вещества, что делает вторичный микропластик потенциально более токсичным по сравнению с первичным.
Около 18 % вторичного микропластика образуется в результате износа рыболовных сетей, верёвок и снастей. Другие источники включают промышленность, судоходство, рекреационную деятельность и прибрежные поселения. Пластиковые изделия, потерянные или выброшенные в море, постепенно превращаются в микропластик под действием природных факторов. До 80 % морского микропластика поступает с суши, преимущественно вследствие неправильной утилизации или несанкционированного сброса отходов.
Разложение пластика происходит под воздействием различных факторов, включая фотодеградацию, фотокатализ, электрохимическое окисление и ферментативную активность бактерий и грибков. Ключевым катализатором процесса образования вторичного микропластика является ультрафиолетовое излучение, запускающее окислительные реакции и разрыв полимерных цепей. При фотоокислении в структуре пластика формируются карбонильные и гидроксильные группы, ускоряющие его деградацию. Кроме того, процесс фрагментации усиливается за счёт температурных колебаний, солёности воды, механического воздействия волн и ветра.
Вторичный микропластик образуется при механическом износе пластмасс в повседневной жизни: шин, дорожного покрытия, упаковки, бутылок, текстиля и предметов интерьера. Так, полипропиленовые бутылочки для кормления младенцев при стандартной стерилизации выделяют от 14 600 до 4 550 000 микропластиковых частиц в день на одного ребёнка в 48 исследованных регионах. Силиконовые соски со временем разрушаются при многократной термической обработке, высвобождая микро- и наночастицы силиконовой резины. Даже одноразовые бумажные стаканчики для напитков, покрытые изнутри тонкой пластиковой плёнкой, при контакте с горячей водой способны выделять огромное количество наночастиц пластика. К числу источников вторичного микропластика относят также синтетические микроволокна, высвобождаемые при стирке одежды из искусственных тканей. Один предмет одежды может выделять до 1900 микроволокон за один цикл стирки. Стандартные очистные сооружения плохо задерживают эти частицы, которые попадают в окружающую среду с бытовыми сточными водами.

### По форме
В природной среде встречается широкое разнообразие форм, размеров, цветов и текстур микропластика. В научной литературе микропластик классифицируют по форме на несколько основных категорий: фрагменты, волокна, гранулы, сферы, плёнки и пеноматериалы. Фрагменты представляют собой частицы неправильной, часто остроугольной формы, которые образуются при разрушении твёрдых пластиковых изделий. Волокна — тонкие и длинные нити, поступающие в окружающую среду преимущественно при стирке синтетических тканей. Гранулы (или пеллеты) и сферы, как правило, относятся к первичному микропластику и производятся промышленным способом для применения в косметике, фармацевтике и в качестве сырья для дальнейшей переработки. Плёнки представляют собой тонкие, гибкие частицы, образующиеся в основном из упаковочных материалов. Пеноматериалы состоят из пористых фрагментов вспененного полистирола, широко используемого для упаковки и изоляции.
Морфологическая классификация (по форме) применяется ко всем микропластикам, но для вторичных частиц её применение часто затруднено: частицы одного и того же фрагмента могут иметь различную форму, структуру и химическую поверхность в зависимости от условий выветривания и степени старения. Процессы старения (ультрафиолетовое излучение, абразия, термические колебания) постепенно изменяют внешний вид микропластика: частицы теряют блеск, приобретают матовую поверхность, меняют цвет и форму. Тёмный или пожелтевший оттенок часто указывает на накопление загрязняющих веществ, таких как стойкие органические загрязнители и тяжёлые металлы.
Первичный микропластик, как правило, имеет сферическую или волокнистую форму с гладкой и однородной поверхностью, поскольку производится стандартизированным способом. Его можно найти в косметических средствах, фармацевтической продукции и различных промышленных материалах. Вторичный микропластик формируется при распаде крупных пластиковых предметов и характеризуется неправильной формой, шероховатой текстурой и неоднородной поверхностью. Эти частицы появляются в результате механических, фотохимических и биологических процессов, поэтому их сложно подвести под единый морфологический классификатор.

## Основные источники

### Автомобильные шины

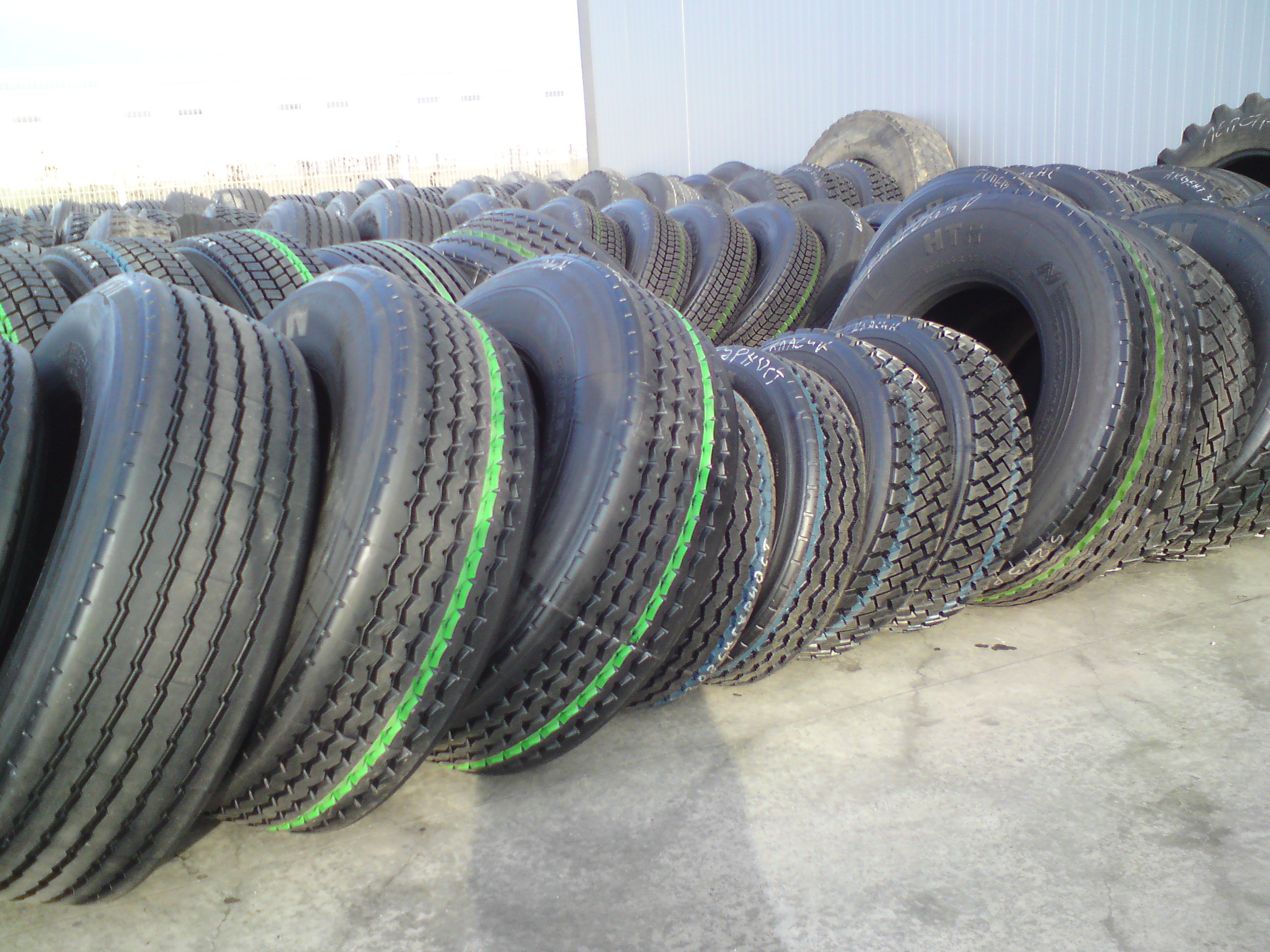
Автомобильные шины грузовиков, 2009 год

Одним из основных источников микропластика являются частицы, образующиеся при износе современных автомобильных шин, которые включают в свой состав синтетические полимеры и разнообразные химические добавки, придающие им прочность и износостойкость. Эти микроскопические твёрдые частицы, образующиеся при трении шин о дорожное покрытие, известны как шинный микропластик (англ. tire microplastics), нерастворимы в воде и способны долго сохраняться в окружающей среде.
Основная причина образования шинного микропластика — истирание протектора при контакте с дорожным покрытием. Помимо этого, частицы микропластика могут содержаться в резиновой крошке — продукте переработки шин, используемом для покрытия спортивных и детских площадок. В окружающую среду микропластик попадает через дорожный сток, атмосферные осадки, перераспределение в очистных сооружениях, а также из-за повторного использования загрязнённого грунта и резиновой крошки в городской инфраструктуре.
В состав шинного микропластика могут входить тяжёлые металлы, полициклические ароматические углеводороды и другие стойкие органические загрязнители, оказывающие токсическое воздействие на водные экосистемы и представляющие потенциальную угрозу качеству питьевой воды. Электромобили, имеющие из-за аккумуляторов большую массу по сравнению с традиционными автомобилями, могут способствовать более быстрому износу шин и увеличенному выбросу шинного микропластика.
Оценки вклада шинного микропластика в общее загрязнение окружающей среды значительно варьируются: одни исследования приписывают ему от трети до половины всего микропластика в окружающей среде, тогда как другие оценивают его долю в пределах 5-10 % от микропластика в океане . В ходе эксплуатации автомобильные шины теряют от 10 до 30 % своей первоначальной массы, что соответствует примерно 1,2 кг для легковых автомобилей и до 12,6 кг для грузовых. Ежегодные выбросы шинного микропластика на человека варьируются от 0,23 до 4,7 кг, со средним показателем около 0,81 кг. До 84 % этих частиц оседают на дорожных покрытиях, откуда могут подниматься в воздух и оставаться в нём до семи дней. Размер таких частиц находится в диапазоне от 0,05 до 100 мкм.

### Косметические и гигиенические средства
Пластиковые микрогранулы, используемые в косметических и гигиенических продуктах, являются одним из основных источников первичного микропластика. По оценкам, в 2015 году в Европейском союзе ежегодно использовалось около 4130 тонн микропластиковых гранул в косметике. С 17 октября 2023 года ЕС запретил продажу косметики с микрогранулами, а для других косметических продуктов, содержащих микропластик, предусмотрен переходный период. В Китае годовой выброс микропластика из косметических продуктов в водные экосистемы оценивается в 209,7 трлн частиц (примерно 306,9 тонн). Южная Азия является крупнейшим региональным источником микропластика из косметических и гигиенических средств, на который приходится 18,3 % от общего объёма выбросов в окружающую среду. Для Северной Америки этот показатель составляет 17,2 %, для Ближнего Востока — 8,7 %. Согласно агрегированным научным данным, ежегодно до 12 тыс. тонн микропластика из косметики и средств личной гигиены попадает в водную среду.
Эти частицы добавляют в состав косметики и средств гигиены для различных целей: отшелушивания, регулирования вязкости, придания блеска, облегчения нанесения и инкапсулирования ароматических веществ. Микропластик присутствует как в смываемых средствах (скрабах, гелях для душа, шампунях, мыле), так и в несмываемых (кремах, пудрах, тональных средствах, туши, блесках и дезодорантах). Наиболее распространённым полимером для производства таких микрогранул является полиэтилен; применяются полипропилен, полистирол, полиэтилентерефталат и другие синтетические полимеры. Использование микрогранул экономически выгодно, так как они химически инертны, совместимы с другими компонентами, легко смываются и не повреждают упаковку.

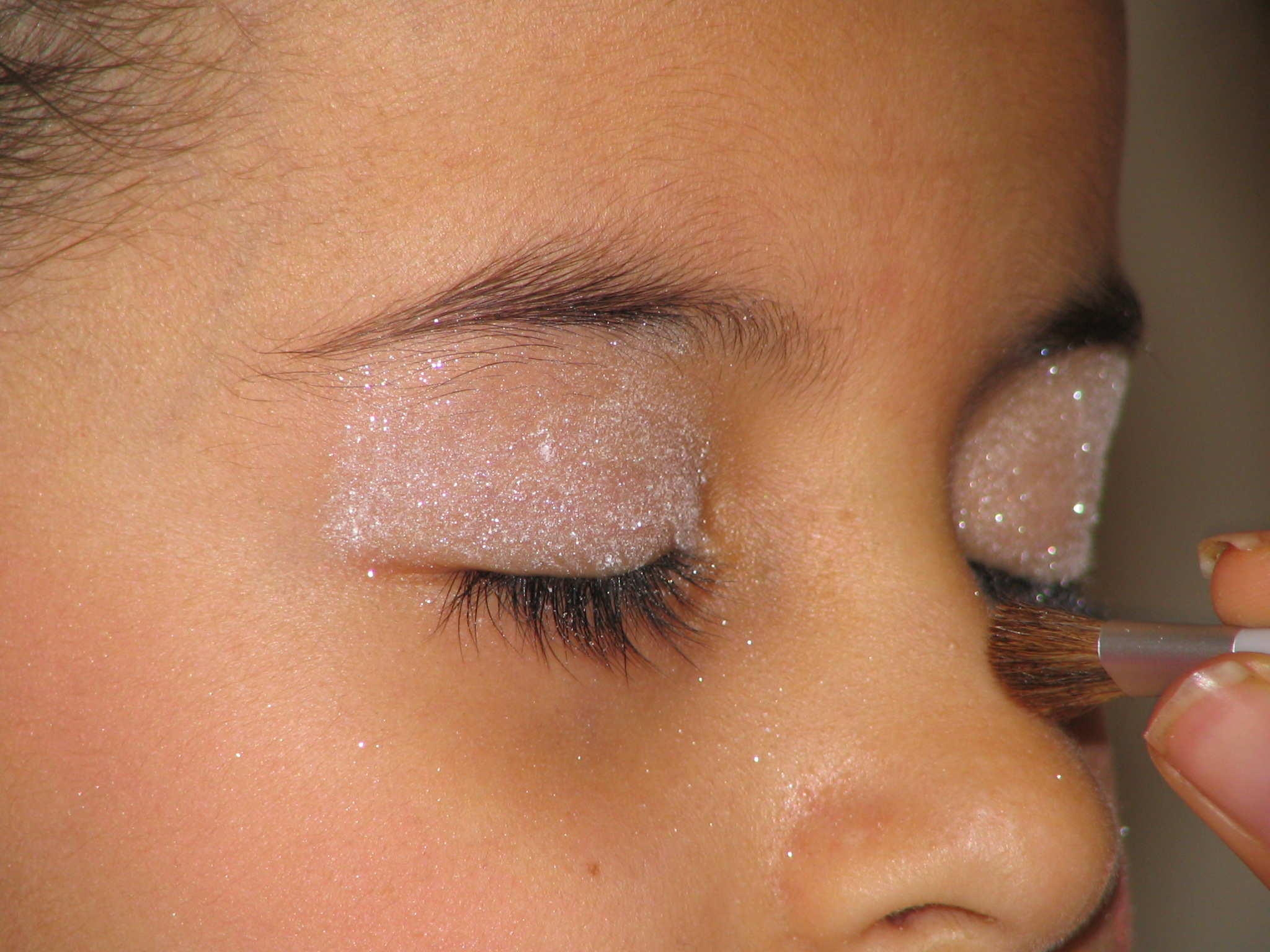
Блёстки — один из основных источников первичного микропластика

Размер частиц зависит от назначения косметического средства: мелкие микрогранулы используются в зубных пастах и средствах для очищения лица, а более крупные — в скрабах для тела. В декоративной косметике широко применяется микропластик на основе полиэтилентерефталата — он входит в состав теней, туши, хайлайтеров и других продуктов. Одна упаковка стандартного скраба для лица может содержать до 350 тыс. микрогранул. Из-за небольшого размера и низкой плотности эти частицы способны длительно сохраняться в воде и распространяться на значительные расстояния.
После использования косметических и гигиенических средств микрогранулы попадают в сточные воды. Часть из них задерживается в очистных сооружениях, оседая в аэротенках или иловом осадке, однако значительное количество мелких частиц всё равно попадает в водные экосистемы.

### Краски и покрытия
Большинство лакокрасочных материалов содержат полимерные компоненты, антикоррозионные и противообрастающие добавки, включая микропластик. Полимерные связующие вещества, например акриловые или виниловые смолы, после высыхания красок образуют твёрдую пластиковую плёнку. Со временем такие покрытия подвергаются износу, старению и механическим повреждениям, что приводит к выделению частиц микропластика и нанопластика.
До 2010-х годов краски редко рассматривались как источник микропластика. Причинами этого были методологические сложности при идентификации частиц краски в окружающей среде, отсутствие чёткого признания краски разновидностью пластика, а также недостаток унифицированных стандартов и методов анализа. По оценкам организации Environmental Action, до 58 % микропластика, попадающего в морскую и пресную воду, может происходить из лакокрасочных покрытий. Ежегодно в водную среду попадает около 1,9 млн тонн красок с пластиковыми компонентами. Общий годовой объём выбросов микропластика от лакокрасочных материалов оценивается от 156 тыс. до 1,857 млн тонн, что делает их одним из самых значимых источников загрязнения. Примерно 37 % этого загрязнения связано с неправильной утилизацией остатков краски, около 18 % — с износом покрытий и обслуживанием судов и морских конструкций. Микропластик высвобождается в процессе нанесения покрытий и их естественного разрушения.
Размеры частиц микропластика, образующихся при разрушении красок, варьируются от 50 до 300 мкм, что сравнимо с размерами планктона. Это увеличивает вероятность их поглощения морскими организмами и потенциально нарушает пищевые цепи. В некоторых регионах, таких как прибрежные воды Северного моря, подобные частицы встречаются до 30 раз чаще, чем другие виды микропластика. Кроме того, они нередко содержат тяжёлые металлы — медь, свинец, хром, — что делает их более токсичными по сравнению с микропластиком из упаковочных материалов.
Краски, применяемые при окраске морских судов, разметке дорог и отделке фасадов зданий, со временем изнашиваются и выделяют микрочастицы в окружающую среду. По данным Международной морской организации, ежегодно в океаны попадает около 11 270 тонн микропластика в результате износа судовых покрытий, примерно 40 % из которых содержат пластик в качестве связующего вещества. В Нидерландах ежегодный объём выбросов микропластика от судовых красок оценивается в 200 тонн. В прибрежных водах Германии бо́льшую часть микропластика составляют частицы от судовых покрытий. Доля лакокрасочного микропластика в водной среде Северной Америке составляет около 22 %, а в Азиатско-Тихоокеанском регионе достигает 54 %.

### Пластиковые гранулы (пеллеты)
Пластиковые пеллеты — небольшие пластиковые гранулы диаметром от 2 до 5 мм, которые служат исходным сырьём для большинства пластиковых изделий и являются первичным микропластиком. Их изготавливают из нефти или природного газа и используют в промышленности для процессов литья, экструзии и прессования, производя широкий спектр изделий от упаковки до деталей автомобилей. Например, для производства одной небольшой пластиковой бутылки требуется примерно 600 таких гранул.

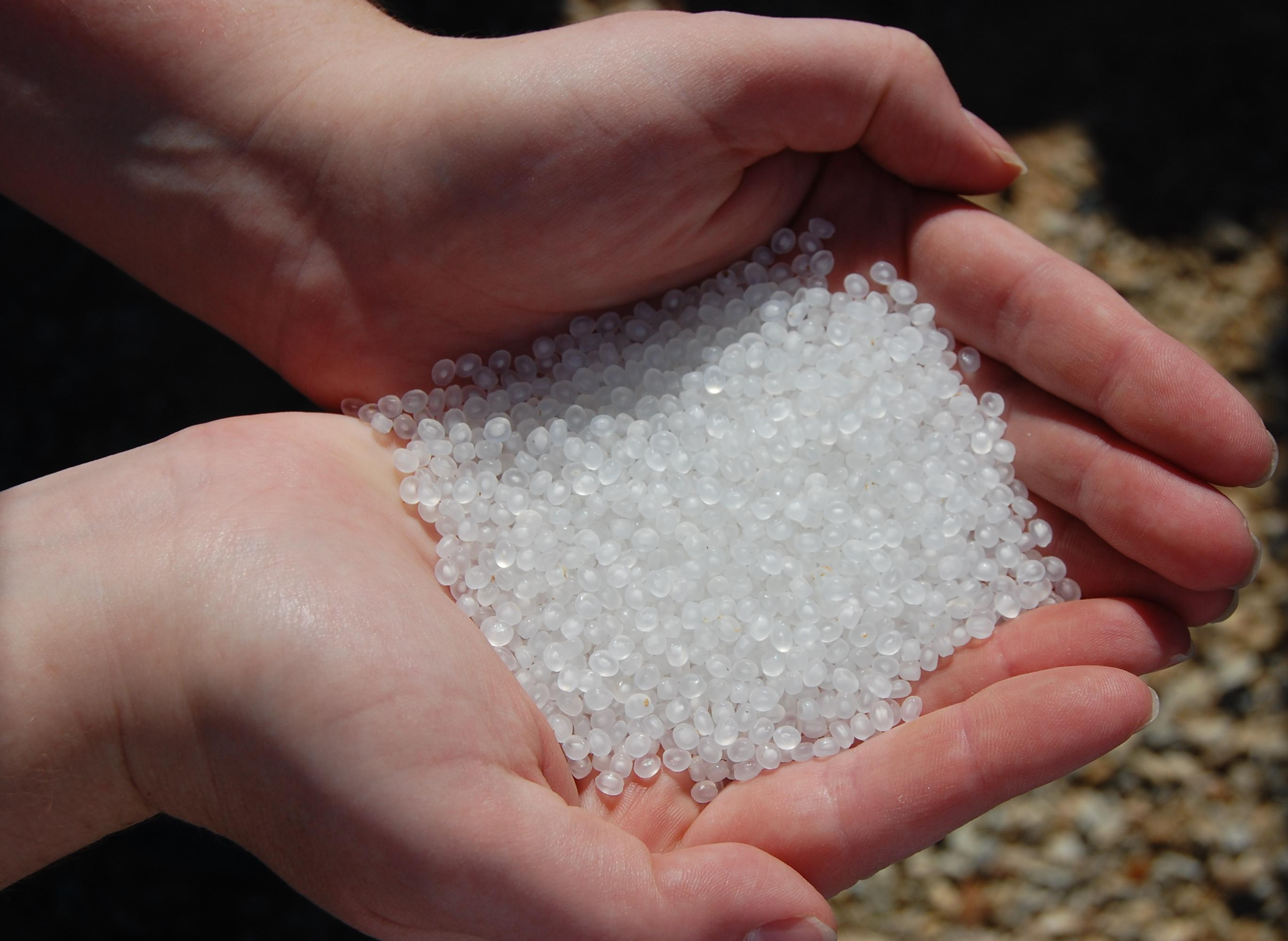
Пластиковые пеллеты, 2008 год

Ежегодно в океаны попадает от 200 тыс. до 230 тыс. тонн пластиковых пеллет, что соответствует примерно 10-11,5 триллионам отдельных частиц. Это явление получило название «загрязнение пластиковыми гранулами». Загрязнение происходит как на суше (во время производства, хранения и транспортировки, через дренажные системы и вследствие ветра или осадков), так и в море (при повреждении контейнеров и авариях судов). Самый крупный известный инцидент произошёл в 2021 году, когда судно X-Press Pearl затонуло у побережья Шри-Ланки, в результате чего в океан попало около 1 680 тонн пластиковых гранул.
Пластиковые гранулы обычно прозрачные или белые, и их небольшие размеры делают их практически незаметными в окружающей среде. Они скапливаются в прибрежных зонах, среди песка и водорослей, и легко переносятся ветром и морскими течениями. Удаление таких частиц из природы практически невозможно. Кроме того, пеллеты способны адсорбировать на поверхности токсичные вещества, включая тяжёлые металлы и стойкие органические загрязнители, например полициклические ароматические углеводороды, и таким образом выступают потенциальными переносчиками загрязнений в пищевых цепях. Поскольку пластик не разлагается биологически, пеллеты могут сохраняться в природе сотни лет. Морские птицы, рыбы, черепахи и другие животные нередко принимают их за пищу, что приводит к блокировке пищеварительного тракта, ложному чувству насыщения и часто, как следствие, к гибели.

### Текстильный микропластик

Синтетическая сетчатая ткань под микроскопом, 2021 год

Синтетические ткани являются одним из основных источников микропластика в окружающей среде. По оценкам, в странах Европейского союза на текстиль приходится около 8 % микропластика, попадающего в океаны, в то время как в мировом масштабе эта доля может варьироваться от 16 до 35 %. Ежегодно в морскую среду попадает от 200 000 до 500 000 текстильного микропластика. Например, при стирке всего 6 кг одежды из акрила в сточные воды может выделяться до 700 000 микроволокон. Каждая стирка приводит к потере до 0,3 % массы одежды.
Наибольшее количество микроволокон выделяется при первых циклах стирки, особенно это касается одежды массового производства (fast fashion), которая быстро изнашивается и стирается вскоре после покупки.
Текстильный микропластик в основном представлен микроволокнами, образующимися при износе синтетических тканей. Такие волокна могут выделяться и из натуральных тканей, обработанных синтетическими покрытиями. Кроме того, источником текстильного микропластика могут быть элементы одежды, такие как декоративные принты и покрытия, фурнитура и отделка.

### Одноразовые пластиковые изделия

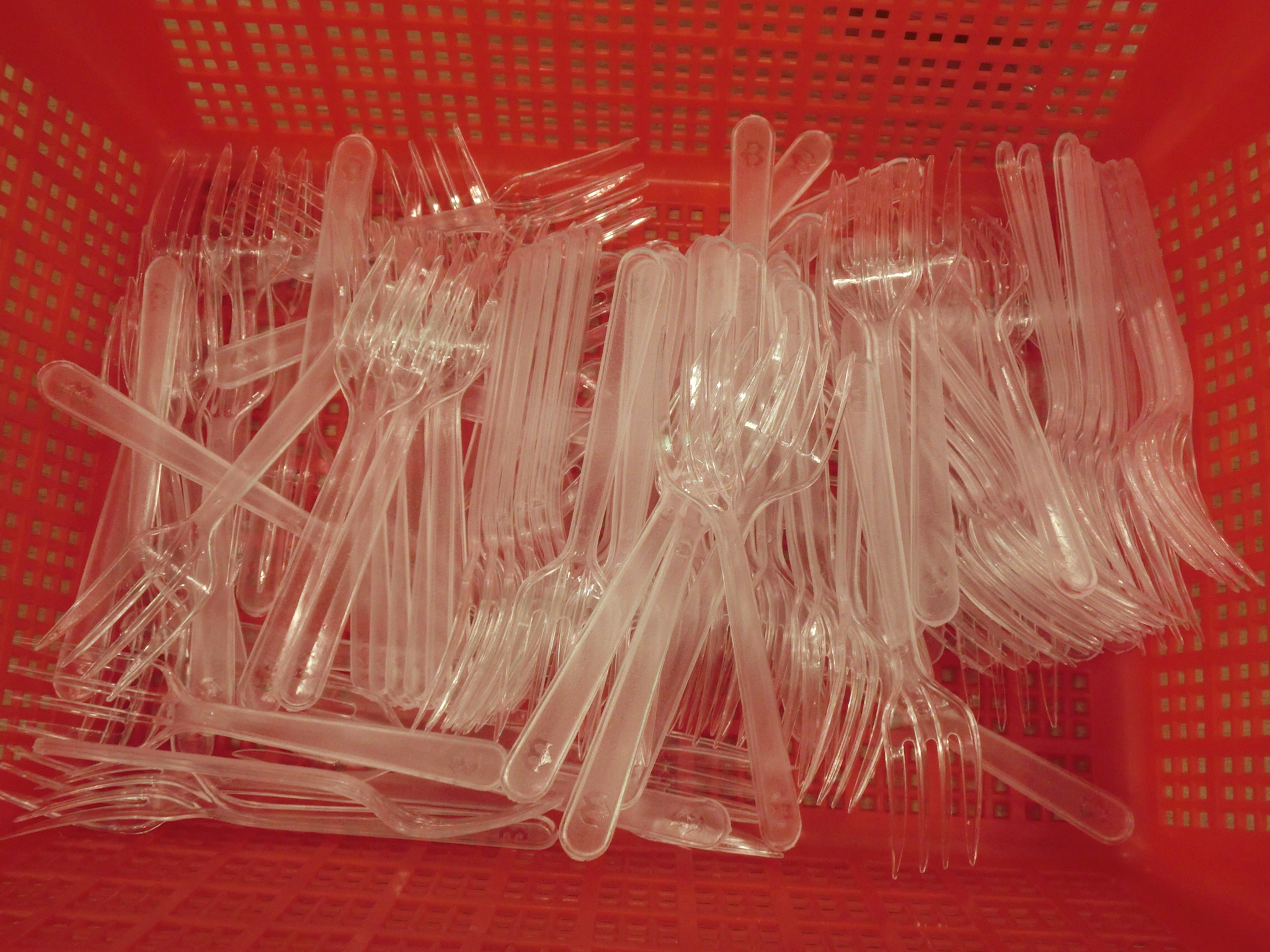
Пластиковые столовые приборы, 2013

Одноразовые пластиковые изделия, такие как пакеты, бутылки, столовые приборы, трубочки, упаковка для продуктов и пищевые контейнеры, производятся в огромных масштабах и часто используются всего несколько минут. При отсутствии переработки или утилизации, эти предметы попадают в окружающую среду, где постепенно разрушаются под воздействием солнечного света (фотодеградации), механических повреждений и микробной активности. Постепенно превращаясь во вторичный микропластик, они десятилетиями сохраняются в экосистемах и перемещаются по пищевым цепочкам. В то же время относительный вклад разрушения пластиковых изделий в образование микропластика оценивается как значительно меньший, чем других источников, — менее 0,1 %.
Микропластик был обнаружен в 93 % образцов бутилированной воды, собранных из 11 брендов в девяти странах. Среднее содержание составляет примерно 240 000 мельчайших пластиковых частиц на литр воды, что примерно в сто раз выше, чем считалось ранее, когда учитывались только более крупные частицы. Концентрация микропластика в бутилированной воде заметно выше, чем в водопроводной воде. Даже открытие и закрытие крышки бутылки может привести к выделению микропластика в воду.
Микропластик найден в том числе напитках (включая воду), разлитых в стеклянные бутылки, причём его содержание оказалось значительно больше, чем в напитках, разлитых в пластиковые бутылки, что связывается с использованием содержащих пластик крышек. Микропластик, хотя и в меньших количествах, был найден и в вине, разлитом в стеклянные бутылки с пробковой крышкой.
В одном из исследований было показано, что большинство частиц из нанопластика, обнаруженных в бутилированной воде, представляют собой волокна полиамида (а не полиэтилентерефталата, из которого изготавливаются бутылки), что указывает на их происхождение вследствие износа синтетических тканей.
Одноразовая пластиковая упаковка способна выделять микропластик при контакте с горячей водой. Исследования показали, что при погружении пластиковых упаковок, стаканов, прозрачных и вспененных контейнеров в воду температурой 100 °C на 60 минут в воду попадает от 1 до 2 миллионов микрочастиц на миллилитр. Большинство этих частиц — субмикронные (менее 1 мкм). Интенсивность их выделения возрастает с повышением температуры, продолжительности воздействия и механическим трением столовых приборов.
Несмотря на усилия по переработке, большинство одноразовых пластиковых изделий не перерабатывается должным образом: они либо сжигаются — зачастую неконтролируемо, с образованием токсичных выбросов и микрочастиц, — либо оказываются на свалках и в окружающей среде. Даже при организованном сборе и утилизации такие изделия могут выделять микропластик в процессе транспортировки, механического износа и термического воздействия. По оценкам Организации Объединённых Наций на 2023 год, около 85 % всей пластиковой упаковки в мире не перерабатывается должным образом. Даже при правильном сборе и утилизации эти изделия могут выделять микропластик при транспортировке и механическом износе.

### Рыболовство

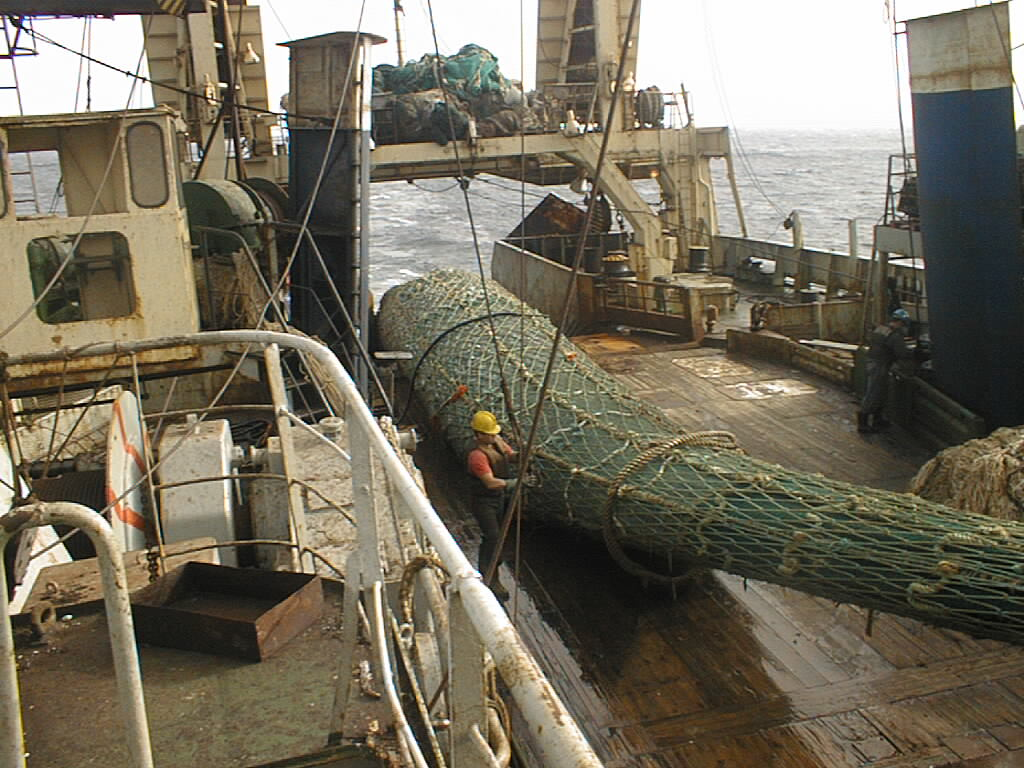
Рыболовный трал, 2004

Рыболовная промышленность широко использует пластиковые материалы: сети, лески, верёвки, контейнеры, упаковку и другое снаряжение. Эти предметы часто оказываются в море из-за утраты, износа или небрежной утилизации. Под воздействием солнечных лучей, солёной воды, волн и механического трения они постепенно разрушаются до состояния вторичного микропластика. Наряду с бытовыми и речными отходами, рыболовные отходы являются постоянным источником загрязнения океанов.
Только в Норвегии ежегодно коммерческое рыболовство создаёт около 208 тонн микропластика, а в глобальном масштабе отрасль привносит порядка 4622 тонн. Основную долю составляют изнашивающиеся части снаряжения: износ донных тралов приводит к появлению до 1656 тонн микропластика в год, неводов — до 311 тонн, жерлиц — до 1240 тонн, крабовых и лобстерных ловушек — до 802 тонн. Брошенные и потерянные снасти вносят ещё больший вклад в загрязнение, составляя до 45 тыс. тонн пластиковых отходов ежегодно.
Даже канаты на рыболовных судах выделяют микропластик. Новые синтетические тросы могут выделять около 20 микропластиковых частиц на каждый ярд (91 см) при вытягивании. Двухлетние канаты — около 720 частиц, а десятилетние — до 760 частиц на ярд. Одно рыболовное судно за выход в море может задействовать до 200 ярдов каната, что означает от 2 000 до 40 000 микропластиковых частиц за один улов.

## Распространение
Частицы микропластика различных размеров обнаруживаются повсеместно — в воде, воздухе, почве, живых организмах. В то же время, в количественном отношении они составляют малую часть от всех микрочастиц (преимущественно, природного происхождения). В частности, в пробах воды, взятых в Индийском океане, доля пластика от всех микрочастиц составила 2,6 %, остальные были идентифицированы как частицы целлюлозы, угля, хитина и т. п.. В исследовании, изучавшем содержание микропластика у речных моллюсков, живущих вблизи очистных сооружений, доля частиц микропластика относительно природных микрочастиц составила 0,1-1 %.

### В водной среде

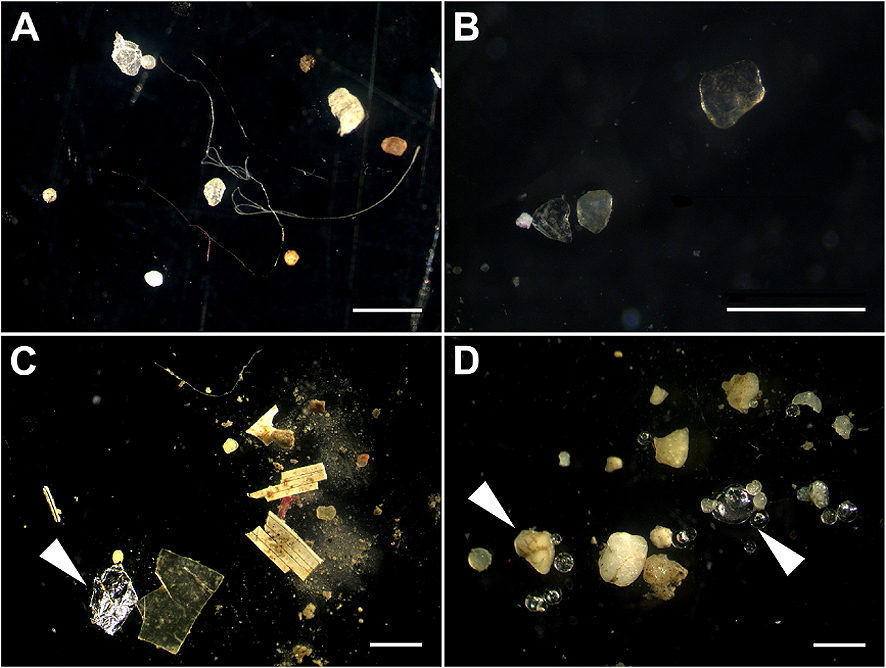
Микропластик в отложениях рек Эльба (A), Мозель (B), Неккар (C) и Рейн (D), 2014

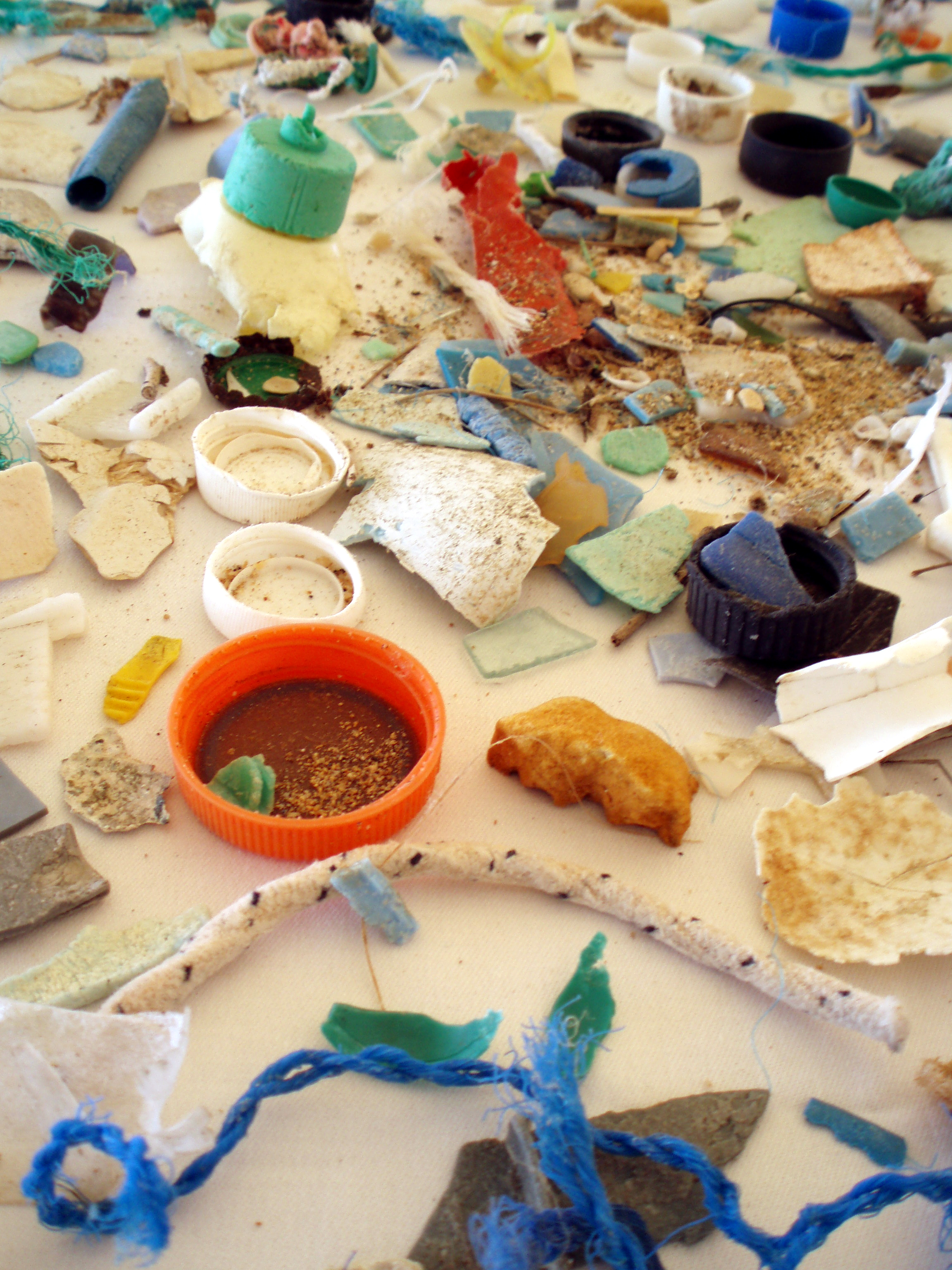
Пластиковые изделия в составе Тихоокеанского мусорного пятна, 2012

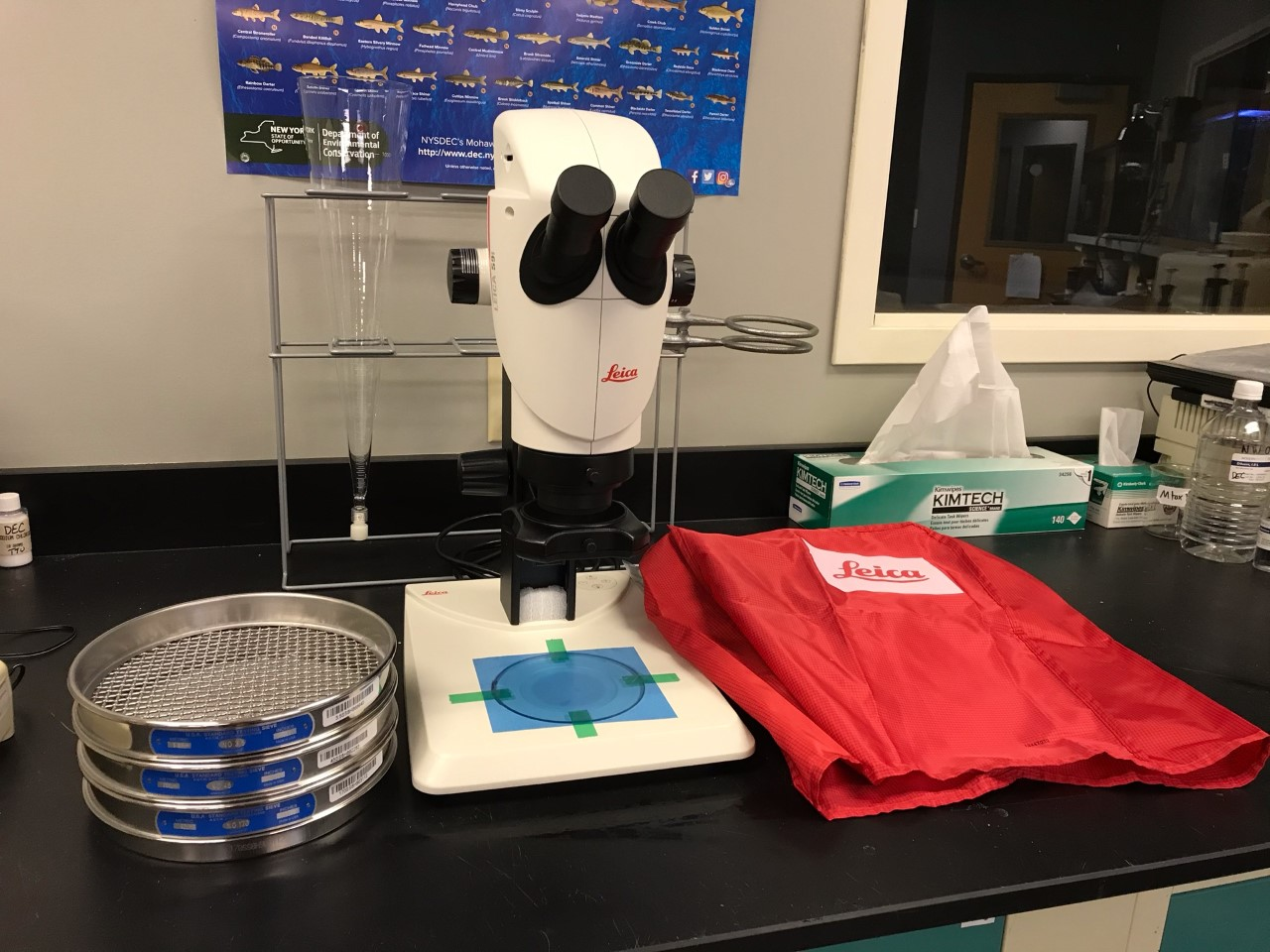
Микроскоп, используемый для подсчёта микропластика в образцах воды, 2020

Оценки количества пластика, попадающего в водные экосистемы, отличаются большим разбросом. По данным Программы ООН по окружающей среде (ЮНЕП), ежегодно в водные экосистемы попадает от 19 до 23 млн тонн пластиковых отходов. По оценкам различных исследователей, в морские экосистемы ежегодно попадает от 0,8 до 23 млн тонн пластика. По данным исследования 2023 года, реки выносят в океан 0,5 млн тонн пластика в год. Большая часть попавшего в океан макропластика со временем распадается на микропластик и накапливается в прибрежных и глубоководных отложениях. Крупные пластиковые фрагменты, напротив, могут долгое время дрейфовать в океане, образуя так называемые мусорные острова. Наиболее известным является Большое тихоокеанское мусорное пятно, площадь которого по разным оценкам составляет от 0,7 до 1,6 млн км², а масса — до 100 млн тонн.
Отмечается, что в развитых странах с высокой культурой сбора и утилизации пластиковых отходов более 80 % микропластика поступает в экосистемы из точечных источников — со сточными водами, в которых основными источниками микропластика являются износ автомобильных шин и стирка одежды (суммарно более 70 %). В странах Азии, Африки и Южной Америки с низкой культурой обращения с отходами и неразвитостью канализационных систем лидируют диффузные источники загрязнения пластиком.
Около 80 % микропластика поступает в водную среду с суши — через сточные воды, поверхностный сток, несанкционированные свалки и атмосферный перенос с городских и промышленных зон. Реки играют ключевую роль в переносе микропластика в океаны. Например, в Чёрное море только из Дуная ежедневно попадает около 4,2 тонн пластика . После паводков 2015—2016 годов в районе Манчестера было смыто около 43 млрд частиц микропластика, из которых 17 млрд попали в море. Источником загрязнения могут быть искусственные газоны: одна испанская река, впадающая в Средиземное море, ежедневно переносит до 20 тысяч микроволокон. Анализ донных отложений Темзы выявил от 12,1 до 22,3 микроволокон на 100 граммов осадка, а исследования в Северо-Западной Англии показали загрязнение до 517 000 частиц на м² в городских районах. В Дунае на территории Австрии средняя концентрация микропластика достигает 316 800 на 1000 м³ воды. В Сибири (Обь, Енисей, Томь, Нижняя Тунгуска) концентрация варьируется от нескольких до нескольких десятков частиц на м³.
Ежегодно около 130 тонн микропластика попадает в Балтийское море через очистные сооружения, успев повзаимодействовать с химическими загрязнителями и микроорганизмами. Оставшийся в иле сточных вод пластик затем используется в сельском хозяйстве и озеленении, снова попадая в природу. Следы микропластика обнаружены вдоль Северного морского пути между европейской частью России и Дальним Востоком.
Около 50 % пластиковых отходов со временем оседает в глубинах океанов, смешиваясь с биогенными частицами (например, мёртвым планктоном) и образуя зоны с высокой концентрацией микропластика — контуриты. Эти участки формируются под воздействием глубинных течений, сезонных потоков и штормов. Пластиковый мусор найден и на дне голубых дыр (Красном море, Белиз, берега Гоцо и Голубая дыра Дина) и в Марианской впадине.
Микропластик обнаружен в наиболее удалённых регионах планеты. В Арктике с 2005 по 2015 год учёные Института Альфреда Вегенера выявили в ледяных кернах Северного Ледовитого океана от 1 до 12 млн частиц на кубический метр. Более 90 % микропластика западной Арктики сосредоточено в донных отложениях, сформированных после 1930-х годов, и ежегодно его концентрация увеличивается примерно на 3 %. Ледяной покров здесь служит временным хранилищем микропластика, а при его таянии лёд становится важным источником загрязнения морской среды. В 2018 году исследования показали наличие до 12 тысяч частиц микропластика на литр арктического морского льда.
Следы микропластика были найдены и в водах Антарктики во время экспедиции Greenpeace 2018 года. В 2020 году стало очевидно, что глобальные оценки недостаточно учитывали масштабы вертикальной миграции микропластика, что привело к недооценке уровня загрязнения Южного океана, особенно его донных слоёв.
В ноябре 2020 года на исследовательском судне RV Pelagia были отобраны образцы воды на трёх глубинах (10 м, 1 000 м и в придонном слое) вдоль маршрута через Северную Атлантику — от субтропического круговорота до европейского шельфа. Учёные обнаружили в воде мельчайшие частицы пластика (полиэтилентерефталат, полистирол, поливинилхлорид) в концентрациях от 1,5 до 32 мг/м³; наибольшее загрязнение зафиксировано в прибрежных зонах и в верхнем слое океана. В среднем на глубине 1 000 м в круговороте концентрации оказались почти вдвое выше, чем вне его, а в придонном слое преимущественно присутствовал полиэтилентерефталат (около 5,5 мг/м³). По расчётам, в поверхностном слое этой части Атлантики суммарная масса нанопластика достигает десятков миллионов тонн, и именно наночастицы составляют преобладающую часть пластикового мусора в океане.

### Атмосфера
Микропластик способен накапливаться в атмосфере и перемещаться на значительные расстояния под воздействием ветра. Основные источники попадания микрочастиц в воздух — городская и промышленная деятельность, разрушение пластиковых отходов под воздействием ветра, а также перенос вместе с морской солью, бактериями, водорослями и водяными брызгами, образующимися при сильном ветре и штормовых волнах.
Исследование, проведённое в городе Грац (Австрия) на основе анализа 29 суточных проб, собранных с января по март 2017 года на городской станции рядом с оживлённым перекрёстком, показало, что доля микропластика в городской пыли (PM2.5) составляет менее 1 %. Переносимые ветром частицы микропластика могут преодолевать, по некоторым оценкам, расстояния до тысячи километров и достигать отдалённых, малонаселённых регионов.
В 2023 году было впервые обнаружено, что гидрофильные микропластики присутствуют в облачной воде на больших высотах, в том числе в свободной тропосфере, и потенциально могут играть роль ядер конденсации при образовании облаков. Исследование, проведённое в Японии, показало наличие в образцах облачной воды на высотах 1300-3776 метров фрагментов микропластика размером от 7 до 95 мкм. Наибольшая концентрация микропластика наблюдалась на более низких высотах, однако и в условиях свободной тропосферы были зафиксированы значительные количества.

### Почва
Ежегодные выбросы микропластика в почвы могут быть в 4-23 раза выше, чем объёмы, попадающие в океаны. Несмотря на то, что большая часть микропластика поступает в воду именно с суши, загрязнение почв изучено недостаточно. Особенно высокий уровень загрязнения наблюдается на сельскохозяйственных угодьях, которые поливают сточными водами. Осадки сточных вод, наряду с промышленными предприятиями и свалками, считаются основными источниками микропластика на суше.
Ежегодно на сельскохозяйственные земли Европы попадает до 42 000 тонн микропластика, что соответствует примерно 710 триллионам частиц. Частицы микропластика обнаруживаются даже на глубине до 90 см спустя 34 года после последнего внесения осадка. Ежегодно более 1000 тонн микропластиковой пыли попадает на территории национальных парков западной части США. Пластик интенсивно накапливается и разрушается под действием ультрафиолета и волн на берегах и пляжах. Одно из наиболее загрязнённых мест обнаружено в районе Мальдивских островов.

### Организмы животных
Микропластик был выявлен в организмах более чем 1300 видов животных, включая рыб, млекопитающих, птиц и насекомых. Частицы пластика могут проникать в организм напрямую — через загрязнённую пищу, воду или корма, — либо косвенно, через пищевые цепи. Например, частицы полиэтилентерефталата (ПЭТ) и поликарбоната обнаружены в кормах и фекалиях домашних кошек и собак. Попав в организм, микропластик способен проходить через пищеварительный тракт, проникать в кровеносную и лимфатическую системы, а также накапливаться во внутренних органах — печени, лёгких и почках. Нанопластик может проникать даже глубже, попадая непосредственно в ткани и клетки.
Морские млекопитающие, рыбы и беспозвоночные особенно подвержены воздействию микропластика. Более чем у 114 видов морских животных, включая рыб, моллюсков, ракообразных и морских птиц, был зафиксирован микропластик. В некоторых популяциях, например у североморских буревестников, пластиковые частицы выявлялись у всех обследованных особей, в отдельных случаях их число превышало 200 штук на птицу. Частицы были обнаружены в лёгких дельфинов, птиц и других животных. Синие киты, питающиеся преимущественно крилем, могут поглощать до 10 миллионов микропластиковых частиц ежедневно. У финвалов этот показатель варьируется от 3 до 10 миллионов частиц, а у горбатых китов, рацион которых преимущественно состоит из рыбы, потребление достигает до 200 тысяч частиц в сутки. Если горбатые киты питаются крилем, этот показатель может превышать 1 миллион частиц в день. В 99 % образцов морепродуктов, таких как креветки, выявлен микропластик, наиболее распространённым видом загрязнения оказались синтетические волокна из текстильных изделий.
Исследование минтая, выловленного в Беринговом море, показало наличие микропластика в 85 % образцов. Это были преимущественно чёрные и синие волокна размером от 100 до 500 мкм. Микропластик был обнаружен в плацентах и эмбрионах беременных кошек
.
В ходе анализа 424 особей 29 коммерчески значимых видов рыб, выловленных мелкомасштабным промыслом в Пуэрто-Морелосе (Мексиканский Карибский бассейн), микропластик был обнаружен в 57 % образцов (в среднем 2,5 частицы на рыбу). Спектроскопический анализ случайной выборки показал, что 49 % частиц состоят из модифицированной целлюлозы (целлофан), а 37 % — из синтетических полимеров. Рыбы, пойманные донными удилищами в мелких прибрежных водах, содержали в кишечнике значительно больше микропластика, чем те, что выловлены в более глубоких водах.

### Организм человека
Микропластик попадает в организм человека в первую очередь через пищу и воду. Большинство организмов, включая мелкие, такие как зоопланктон, заглатывают микропластик, который затем передаётся хищникам по пищевой цепи. Например, рыбы могут получать микропластик, поедая загрязнённых мизид. Частицы были обнаружены в 100 % образцов крови коров и свиней, а также во всех 16 исследованных типах белковых продуктов — от мяса и морепродуктов до растительных альтернатив.
Оценить количество микропластика, потребляемого человеком, достаточно сложно. Согласно исследованию, опубликованному в 2021 году, человек может непреднамеренно потреблять от 0,1 до 5 граммов микропластика в неделю в зависимости от образа жизни и региона проживания. Впоследствии результаты этого исследования были подвергнуты критике из-за методологических допущений. В другом исследовании, основанном на систематическом обзоре 76 работ, посвящённых содержанию микропластика в пище и питьевой воде, утверждается, что в организм человека может ежедневно попадать до 1,5 млн микропластиковых частиц. Согласно исследованию 2019 года, жители США ежегодно потребляют 39 000—52 000 микропластиковых частиц вместе с пищей и напитками, в зависимости от возраста и пола. Учитывая также частицы, поступающие при дыхании, общее количество возрастает до 74 000—121 000 частиц в год. Люди, употребляющие бутилированную воду, могут получать дополнительно до 90 000 частиц ежегодно, в отличие от тех, кто использует водопроводную воду (около 4000 частиц). Эти оценки, вероятно, занижены из-за методологических ограничений.
В 2018 году микропластик впервые обнаружили в человеческих фекалиях (до девяти видов пластика). В 2019 году в одном из исследований было установлено, что при заваривании одного синтетического чайного пакетика (из нейлона и полиэтилентерефталата) при температуре 95 °C в воду выделяется около 11,6 млрд микрочастиц и 3,1 млрд наночастиц этих полимеров. Последующий анализ поставил под сомнение эти цифры, предполагая, что большинство зафиксированных частиц могут представлять собой растворимые или кристаллизованные олигомеры, а не истинные микропластики. По данным Калифорнийского университета в Лос-Анджелесе, жевательная резинка — как синтетическая, так и «натуральная» — может выделять до 600 микропластиковых частиц на грамм при жевании. Частицы микропластика присутствуют в пищевой соли, мёде, сахаре, чае и пиве. В частности, в морской соли были зафиксированы частицы полиэтилентерефталата (ПЭТ).
Значительная часть микропластика поступает в организм с растительной пищей. Частицы могут проникать в растения через корни, особенно в корнеплоды (морковь, редис, репа), тогда как листовые овощи (капуста, салат) содержат меньше частиц. Микропластик оседает на листьях из воздуха, проникая внутрь через устьица и кутикулу. Содержание частиц во фруктах и овощах, таких как яблоки и морковь, может превышать 100 000 частиц на грамм. Это связано с загрязнением почвы и воды, особенно при использовании удобрений на основе сточных вод.
Микропластик поступает в организм человека и через дыхательные пути. Поверхность частиц становится шершавой под воздействием ультрафиолета, что способствует удержанию загрязнителей, включая тяжёлые металлы. В 2022 году микропластик впервые обнаружили в лёгких живых людей, выявив 12 типов бытового пластика в верхних и нижних отделах лёгких.
Частицы способны преодолевать гематоэнцефалический барьер и попадать в мозг. В исследовании 2025 года, в ходе которого изучались образцы мозговых тканей людей, скончавшихся в США, было установлено, что у людей, умерших в 2024 году средняя концентрация микропластика в мозговой ткани человека составляла около 4800 мкг на грамм, что соответствует 0,48 % от общей массы мозга. Частицы были обнаружены в обонятельных луковицах мозга, куда они попадают с вдыхаемым воздухом. С 2016 по 2024 год содержание микропластика в мозговых тканях увеличилось на 50 %, однако корреляции между количеством микропластика и возрастом умерших установлено не было, что опровергает предположение о накоплении микропластика в организме. По мнению исследователей, увеличение содержания микропластика в мозговых тканях связано с увеличением его количества в окружающей среде, и, возможно, существует равновесие между поступлением микропластика в мозговые ткани и его выведением из них. Концентрация микропластика в мозге пациентов с деменцией была в 3—5 раз выше, чем у людей без когнитивных нарушений. Авторы исследования отмечают, что не установили причинно-следственной связи между наличием в мозговых тканях частиц микропластика и состоянием здоровья, а более высокие концентрации частиц микропластика в мозговых тканях больных деменцией связывают с ухудшением работы гемоэнцефалитического барьера при этом заболевании. По мнению академика РАН Алексея Хохлова, часть обнаруженных исследователями частиц, идентифицированных как микропластик, является липидными структурами мозга, схожими по своему химическому составу с пластиком.
Возможен кожный путь проникновения частиц, особенно через повреждённые участки кожи, волосяные фолликулы и потовые железы. Нанопластик способен проникать глубже в дерму и попадать в кровоток, причём влажность и воспалительные процессы способствуют этому процессу. Наибольший риск представляют химические добавки на поверхности микропластика — до 8 % из них, включая бромированные антипирены, могут проникать в кровеносную систему.
Кроме того, микропластик обнаружен в плаценте и грудном молоке человека. Исследование 2024 года выявило частицы пластика во всех 62 исследованных образцах плаценты с концентрацией от 6,5 до 790 мкг на грамм ткани. Доказано проникновение микропластика в плод ещё в утробе матери.

## Последствия

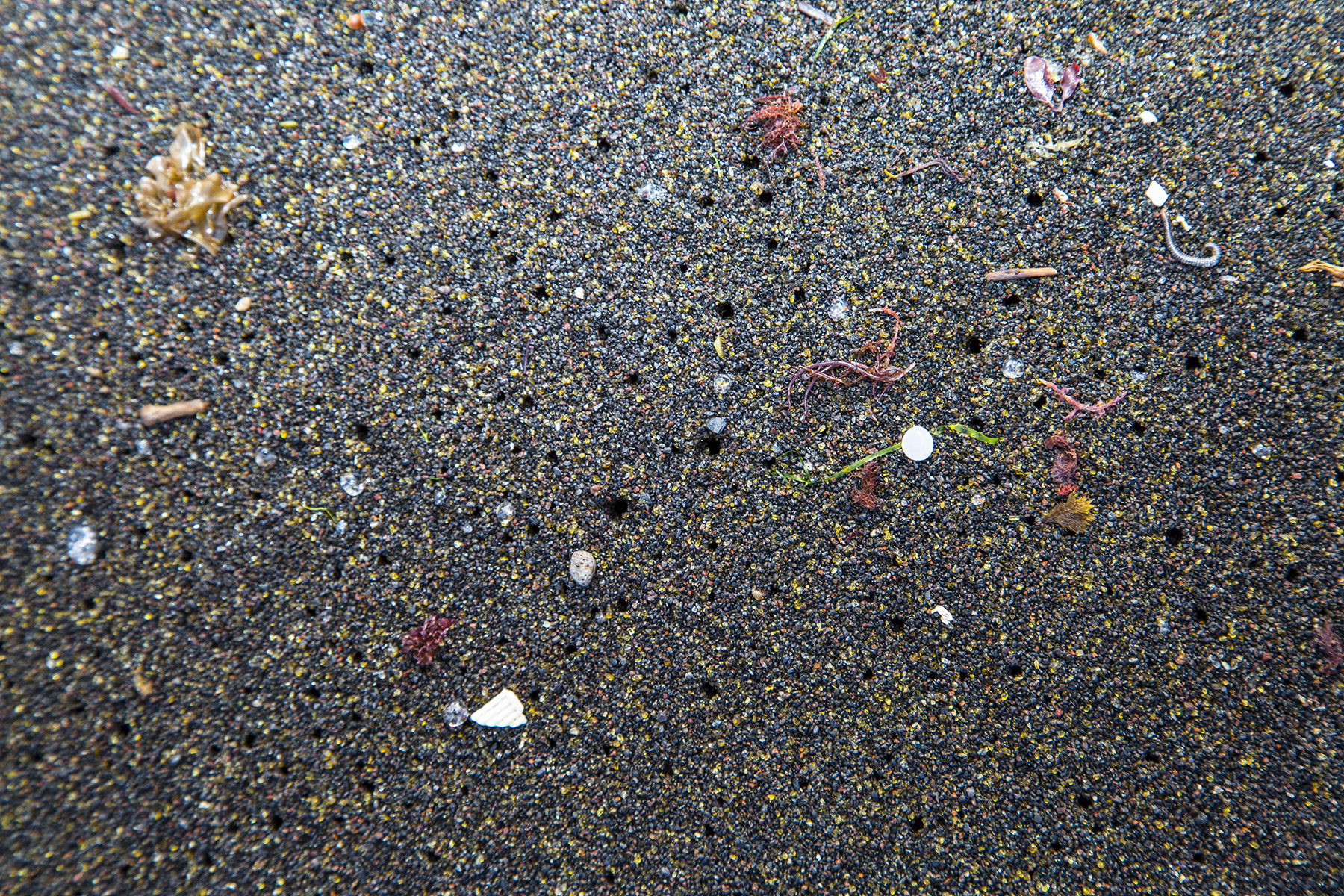
Микропластик у берегов Азорских островов, 2015 год

### Для здоровья человека
До сих пор влияние микропластика на здоровье человека остаётся недостаточно изученным. Несмотря на то, что микропластик частично выводится из организма человека с фекалиями, мочой и через дыхательные пути, всё больше данных подтверждает его способность накапливаться в тканях — лёгких, печени, почках, мозге, сердце и репродуктивных органах. Хотя микрочастицы широко распространены в организме, прямых доказательств их вреда мало, а исследования сталкиваются с методологическими проблемами: небольшие выборки, сложность проверки результатов и высокий риск загрязнения образцов. В результате воздействие микропластика на организм человека, особенно на пищеварительную систему, оценивается как «предположительное» (третья степень научной уверенности из четырёх возможных).
Согласно докладу Всемирной организации здравоохранения (ВОЗ) 2022 года, доказательной базы для однозначных выводов о влиянии микро- и нанопластика на здоровье человека в настоящее время недостаточно. Большинство исследований проводится на лабораторных животных или клеточных культурах, а результаты трудно экстраполировать на человеческий организм. В более раннем отчёте ВОЗ от 2019 года микропластик в питьевой воде признавался не представляющим серьёзной угрозы, подчёркивалась необходимость дальнейших исследований. Основной проблемой остаётся нехватка точных методов анализа нанопластика и ограниченные знания о его биодоступности, метаболизме и выведении. Большинство исследований ограничены изучением отдельных видов полимеров, без учёта комплексного воздействия в реальных условиях.
Примерно 4 % частиц в атмосферной пыли и осадках, собранных в ходе исследования 2017—2019 годов в одиннадцати отдалённых национальных парках западной части США, оказались синтетическими полимерами — микропластиком. Остальные около 96 % составляли минеральную пыль, органические включения (пыльца, фрагменты насекомых и другие природные частицы). Эти данные отражают лишь состав атмосферной депозиции в удалённых экосистемах и не характеризуют общее содержание микропластика в окружающей среде. Некоторые исследователи предполагают, что микропластик, как инертный материал, в ряде случаев может вести себя в организме аналогично минеральным микрочастицам — таким как пыль или песок. Данные о воздействии микро- и особенно нанопластиков на здоровье человека остаются ограниченными и противоречивыми, поскольку лабораторные исследования часто используют упрощённые модели — однородные, чистые частицы, не отражающие сложный состав, форму и загрязнённость пластиков, встречающихся в реальной среде. По словам Альберта Риццо, главного врача Американской ассоциации пульмонологов, на сегодняшний день недостаточно данных, чтобы определить, остаются ли микропластиковые частицы в организме инертными или способны вызывать иммунный ответ, приводящий к воспалению, фиброзу или онкологическим заболеваниям. Исследования показывают, что эффект может зависеть от уровня и продолжительности воздействия. Риццо сравнивает ситуацию с курением: «Понадобились десятилетия, чтобы доказать его вред, и к тому моменту последствия уже стали необратимыми. С микропластиком может получиться так же — мы просто пока не знаем».
Лабораторные исследования, в том числе проведённые на животных, демонстрируют широкий спектр негативных эффектов от микропластика: воспалительные реакции, окислительный стресс, нарушения обмена липидов, изменения состава кишечного микробиома и нейротоксичность. Эти процессы могут повышать риск генотоксичности, воспалительных заболеваний и иммунных нарушений.
Некоторые исследования выявили микропластик (например, частицы полиэтилена) в атеросклеротических бляшках сонной артерии, что ассоциируется с повышенным риском инфаркта и инсульта. Проникновение микропластика в кровоток может повышать риск церебральных эмболий и нарушений функционирования нервной системы. Скопления микропластика в кровеносных сосудах мозга потенциально способны приводить к образованию тромбов.
Потенциальная токсичность микропластика обусловлена не только физическим присутствием частиц, но и их способностью переносить загрязняющие вещества и выделять химические добавки. Из более чем 16 000 химических соединений, используемых в производстве пластика, примерно 4 200 признаны токсичными. Среди них особое беспокойство вызывают фталаты и бисфенол А, нарушающие работу эндокринной системы и способные привести к развитию диабета и проблемам внутриутробного развития.
Ряд учёных рассматривает микропластик как потенциальный репродуктивный токсикант, снижающий фертильность. Кроме того, пластиковые частицы могут служить платформой для переноса бактерий и вирусов. Это создает риски, особенно в случае патогенов, устойчивых к существующим методам лечения. Исследование 2021 года выявило на поверхности пластика бактериальные колонии, устойчивые к антибиотикам.

### Для животного мира

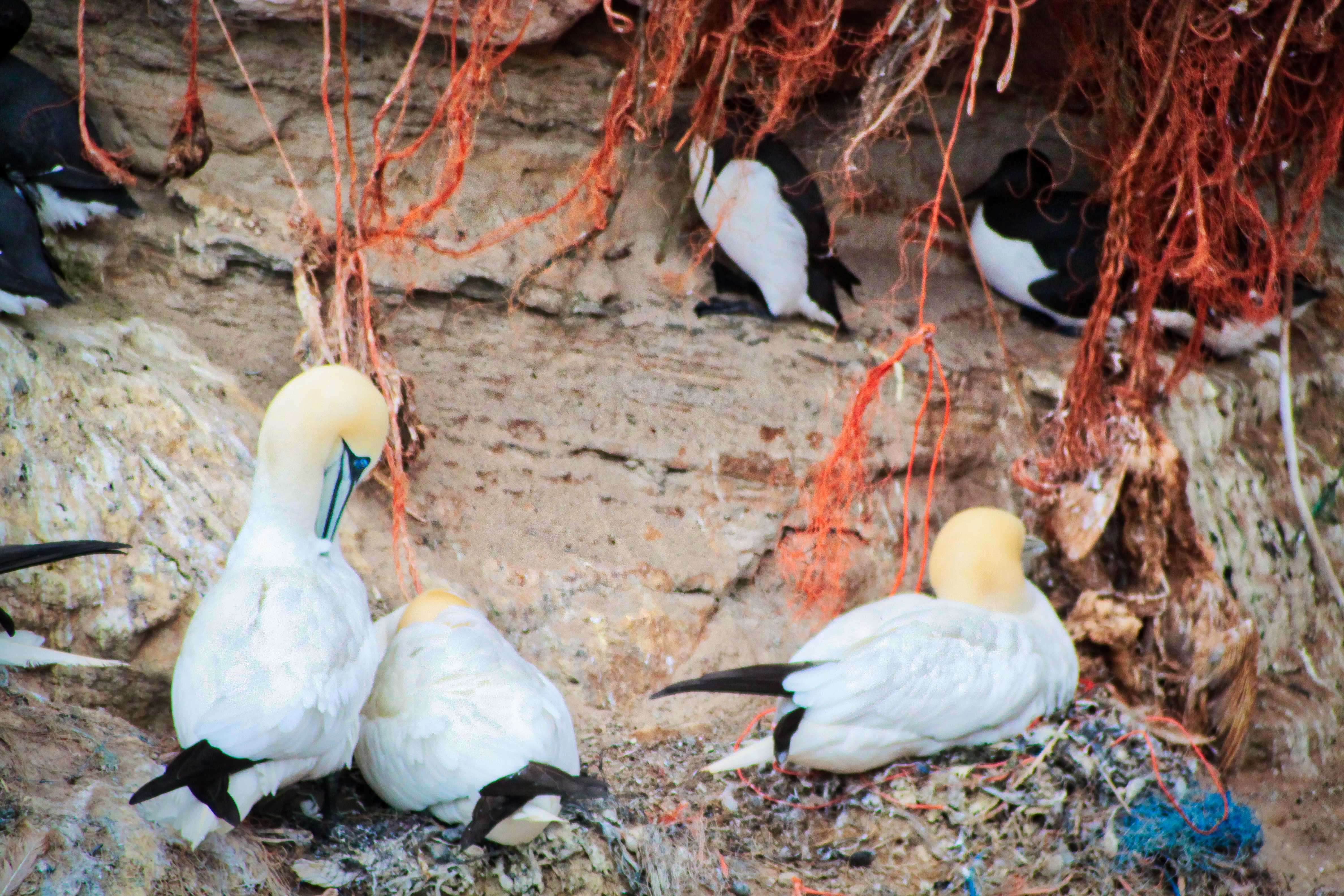
Северные олуши и тонкоклювые кайры, гнездящиеся посреди пластикового мусора на острове Гельголанд в Северном море, 2017 год

Степень воздействия микропластика зависит от вида животного, размера частиц, характера питания и условий окружающей среды. Отмечается, что в большинстве лабораторных исследований на животных используются частицы микропластика одного типа, формы и размера, что не соответствует характеристикам микропластика в природе. Часто это сферы из полистирола, используемые в концентрациях, намного превышающих наблюдаемые в природе. В результате возникают трудности с интерпретацией исследований. Экспериментальные исследования на животных показали, что микропластик может накапливаться в органах млекопитающих — кишечнике, печени, почках, сердце, лёгких, мозге, яичках и яичниках. В ряде работ мышам вводили полистироловые частицы перорально в дозах 0,2—2 мг/кг массы тела в день в течение четырёх недель, что сопровождалось нарушениями микрофлоры кишечника, повреждением эпителиального барьера и развитием воспалительных реакций. Более низкие дозы — 1 мг/кг в день в течение 28 дней — вызывали окислительный стресс и дисфункцию кишечного барьера у мышей.
При введении полистирола диаметром 0,1—2 мкм в дозировке 10 мг/кг массы тела в течение семи дней, что значительно превышает типичную экспозицию в окружающей среде, у мышей наблюдались когнитивные нарушения, снижение двигательной активности, тревожность и снижение социальной активности.
Даже при дозах, сопоставимых с загрязнением окружающей среды, в сочетании с другими факторами (например, высокожировой диетой) наблюдаются патологические изменения. Так, микропластик в дозе 100 мкг/кг/день в течение 24 недель вызывал изменения предстательной железы у мышей на фоне жирной диеты.
У морских птиц микропластик может вызывать фиброз тканей и влиять на поведение, включая снижение уровня родительской заботы. У позвоночных микропластик может накапливаться в желудочно-кишечном тракте и проникать через тканевые барьеры, включая сердце и мозг. Например, в эксперименте на мышах наночастицы полистирола (100 нм) вводились в дозе 2 мг/кг массы тела в течение 28 дней, что привело к проникновению частиц в ткани мозга и нарушениям мозгового кровообращения. Животные часто принимают микропластик за пищу, что приводит к механической закупорке кишечника. Кроме того, пластик способен выделять токсичные химические вещества, а также служить переносчиком патогенных и инвазивных организмов. Воздействие микропластика проявляется физическими повреждениями тканей и органов, химическим воздействием через высвобождение загрязнителей, таких как пестициды, а также иммунологическими последствиями — хроническими воспалениями, ослаблением иммунитета, повреждением печени и кишечника. Например, в эксперименте на мышах использовались нанопластики диаметром 80 нм в дозе 0.5 мг/кг массы тела, что вызвало воспаление кишечника и дисфункцию микробиоты. В то же время, эксперимент по кормлению двух поколений японских перепелов пищей с микропластиком не выявил значительных проблем — птицы, которых кормили такой пищей, не отличались от контрольной группы по продолжительности жизни, заболеваемости и размножению, были выявлены лишь незначительные задержки в росте.
У морских ежей под воздействием микропластика наблюдались эмбриотоксические эффекты, окислительный стресс, повреждение ДНК и нейротоксические эффекты. Так, в одном из экспериментов морские ежи Paracentrotus lividus подвергались воздействию микропластика из ПВХ в концентрациях 0.001, 0.01 и 0.1 мг/мл, что приводило к значительным нарушениям в развитии эмбрионов уже при минимальной дозе 0.01 мг/мл.
У рыб пластиковые частицы обнаруживаются в кишечнике, печени, жабрах и мозге. В одном из исследований данио-рерио подвергались воздействию нанопластика (диаметр 70 нм, концентрация 10 мг/л воды) в течение 28 дней, что привело к окислительному стрессу, нарушению микрофлоры кишечника, а также снижению активности ферментов и гормонов. У взрослых рыб (в том числе данио) введение полистирола диаметром 1—5 мкм в концентрации 10 мг/л вызывало изменения поведения: увеличивалось время кормления, снижалась двигательная активность и усиливалось стремление к контакту с другими особями.
Частицы пластика с высокой плотностью оседают на дно и становятся пищей для донных организмов. Лабораторные исследования показывают, что зоопланктон и другие беспозвоночные активно поглощают пластиковые частицы, принимая их за пищу. В одном из таких исследований зоопланктон (в частности, веслоногие ракообразные Centropages typicus) подвергался воздействию микросфер полистирола диаметром 7,3 мкм в концентрации более 4000 частиц/мл, что привело к снижению уровня потребления водорослей на фоне подавления пищевого поведения. Также было показано, что другие таксоны способны поглощать частицы размером от 1,7 до 30,6 мкм. Микропластик может также оседать на водорослях и передаваться по пищевой цепи. Например, в Балтийском море зоопланктон — мизиды, веслоногие ракообразные, ветвистоусые рачки и инфузории — поглощал флуоресцентные микросферы диаметром 10 микрометров при концентрациях, значительно превышающих типичные природные значения.
В лабораториях зафиксировано поглощение микропластика бокоплавами, червями и моллюсками-фильтраторами. В 2020 году было установлено, что пресноводный бокоплав гаммарус способен расщеплять микропластик до наночастиц. У мидий и устриц отмечается способность накапливать наночастицы, что ведёт к снижению фильтрационной активности и образованию ложных фекалий, что может привести к их гибели. У крабов вида Carcinus maenas микропластик вызывает закупорку кишечника и жабр.
Длившийся 98 дней эксперимент показал негативное влияние микропластика на два поколения навозных червей: снижение массы тела, задержка размножения на 21 день и сокращение количества коконов на 58,7—95,5 %.
Мета‑анализ 39 исследований на млекопитающих (в основном на мышах и крысах) показал, что при попадании в организм микро‑ и нанопластик вызывает в клетках яичек окислительный стресс, что приводит к повреждению митохондрий и ДНК, апоптозу клеток, нарушению барьера между кровью и яичками, снижению уровня тестостерона и воспалению. В результате страдает процесс сперматогенеза: концентрация сперматозоидов в среднем падает на 5,99 млн/мл, их подвижность — на 14,6 %, жизнеспособность — на 23,6 %, увеличивается доля аномалий (+10,7 %).

### Для почвы

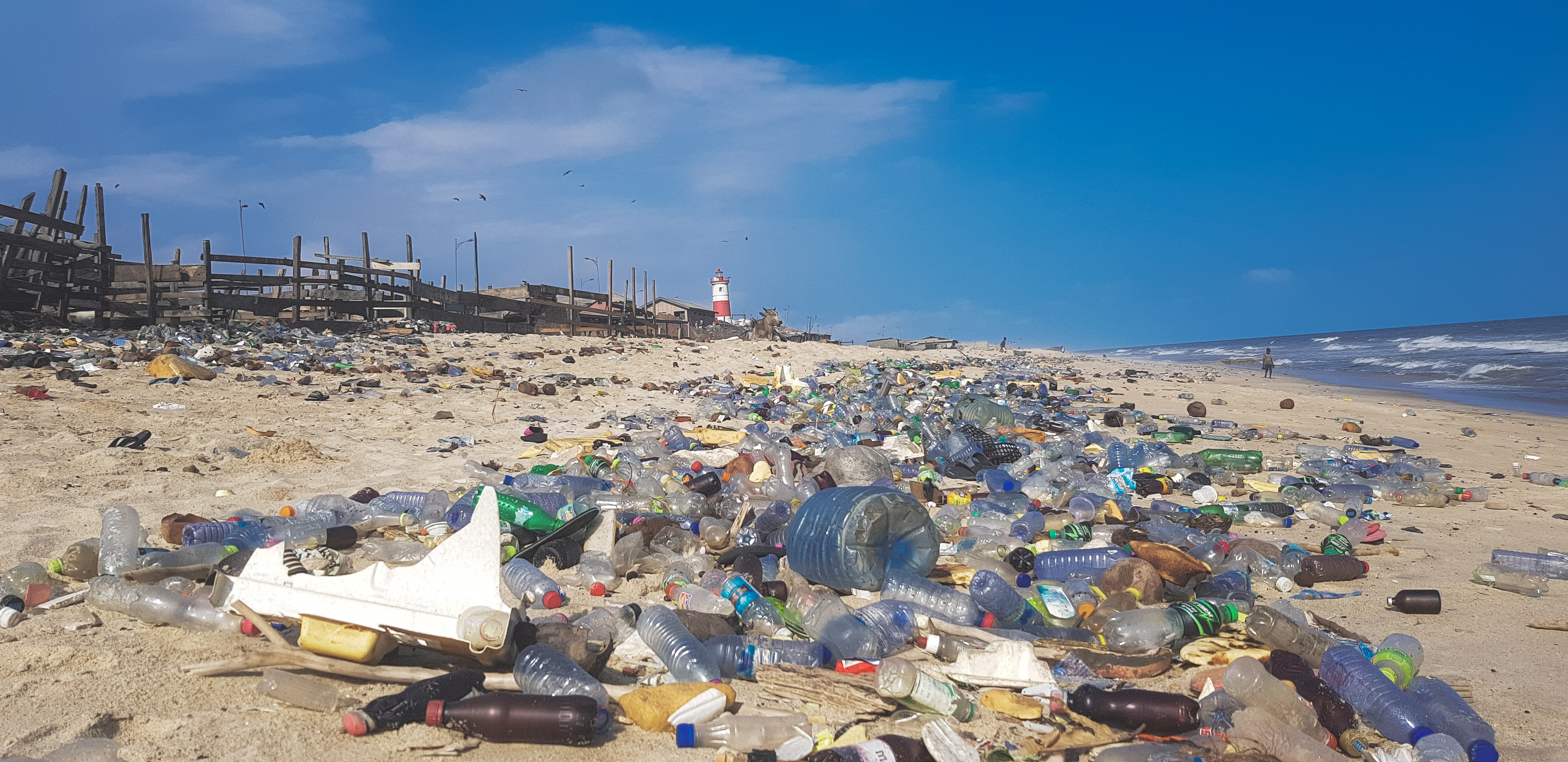
Пластик на пляже Ганы, 2018

По состоянию на 2025 год влияние микропластика на почвы изучено недостаточно. Исследователи из Свободного университета Берлина и Института экологии пресноводных водоёмов и внутреннего рыболовства имени Лейбница отмечают, что изучение микропластика в морской среде значительно опережает аналогичные исследования по почвам — примерно на десять лет. Согласно последним данным, концентрация микропластика в почвах может достигать 3,57 млн частиц на килограмм. Наиболее распространёнными полимерами являются полиэтилен, полипропилен и полистирол. Одним из главных источников загрязнения почв считаются органические удобрения, получаемые из ферментированных и компостированных биоотходов. Отмечается, что в пойменных и сельскохозяйственных почвах зафиксированы низкие (0,0055-0,00129 %) и средние (0,022-0,03 %) концентрации микропластика, тогда как более высокие значения, вплоть до 7 %, наблюдаются в почвах промышленных зон. Лабораторные исследования, как правило, проводятся с использованием именно таких повышенных концентраций.
Микропластик способен изменять физическую структуру почвы и ухудшать условия обитания почвенных организмов. Его присутствие замедляет рост дождевых червей, что может негативно повлиять на сельскохозяйственные культуры и общую работу экосистем. Кроме того, микропластик влияет на водный режим почвы: частицы полиэтилена высокой плотности способны увеличивать её водоудерживающую способность до 36 %, изменяя тем самым водный баланс растений.
Исследование 2025 года выявило, что микропластик может снижать фотосинтетическую активность растений, приводя к потенциальному уменьшению урожайности основных сельскохозяйственных культур на 4—14 %. Лабораторные опыты показали, что нанопластик может проникать в растения через корни и нарушать работу генов, регулирующих защиту от активных форм кислорода и стрессовых факторов, что сопровождается замедлением роста и морфологическими изменениями, в частности — деформацией корневых кончиков. У салата-латука частицы полистирола проникали в листья через воздух, достигая концентрации от 1,5 × 10³ до 1,2 × 10⁴ микрограммов на грамм сухой массы. Реальное воздействие микропластика на растения в естественных условиях остаётся малоизученным. В городе Тяньцзине листья капусты и шпината накапливали пластик как в теплицах, так и на открытых участках.
Микропластик оказывает комплексное воздействие на почвенные экосистемы, нередко сопоставимое по масштабу с последствиями засухи. В эксперименте 2021 года было установлено, что при концентрации 0,4 % микропластиковые волокна снижали многофункциональность почвы, особенно при хорошем увлажнении, — в этом состоянии ухудшались такие показатели, как активность почвенных ферментов и дыхание. В то же время наблюдалось увеличение агрегации почвы и снижение вымывания питательных веществ, что может косвенно способствовать удержанию влаги и росту растений. Под действием микропластика усиливалось разложение органического материала плёнки, но только при достаточной влажности, тогда как в условиях засухи этот эффект исчезал либо обращался вспять. С другой стороны, благодаря гидрофобным свойствам и большой удельной поверхности микропластик способен адсорбировать тяжёлые металлы и органические загрязнители, снижая их биодоступность для растений. Предполагается, что влияние микропластика зависит от размера его частиц: крупные частицы могут уменьшать токсичность загрязнителей, а мелкие — наоборот, усиливать её. Долгосрочные последствия такого воздействия пока остаются малоизученными.

## Решения

### Практические меры

#### Биопластик
Полный переход на использование биооснованных и биоразлагаемых пластиков рассматривается как возможное решение проблемы загрязнения окружающей среды. Биопластики производятся из возобновляемого растительного сырья, такого как кукуруза, сахарный тростник или картофель. Не все биопластики способны разлагаться в природных условиях; многие из них по своим характеристикам аналогичны традиционным пластикам и могут сохраняться десятилетиями. Скорость и полнота их разложения зависят от конкретного материала и условий утилизации. Например, распространённые полимеры, такие как полигидроксиалканоаты (ПГА) и полилактиды (ПЛА), пригодны к переработке и компостированию, но только при наличии специальных промышленных условий.
Без подходящих условий для компостирования биоразлагаемые материалы могут лишь распадаться на более мелкие фрагменты, превращаясь в микропластик и сохраняя свою токсичность. Это может вводить потребителей в заблуждение, создавая ложное ощущение экологической безопасности. При наличии же развитой инфраструктуры утилизации и промышленного компостирования биопластики могут эффективно вписаться в экономику замкнутого цикла. Важными условиями успеха являются экологичный дизайн продукции, полный контроль жизненного цикла изделий и осведомлённость потребителей о правильной утилизации таких материалов.

#### Очистные сооружения

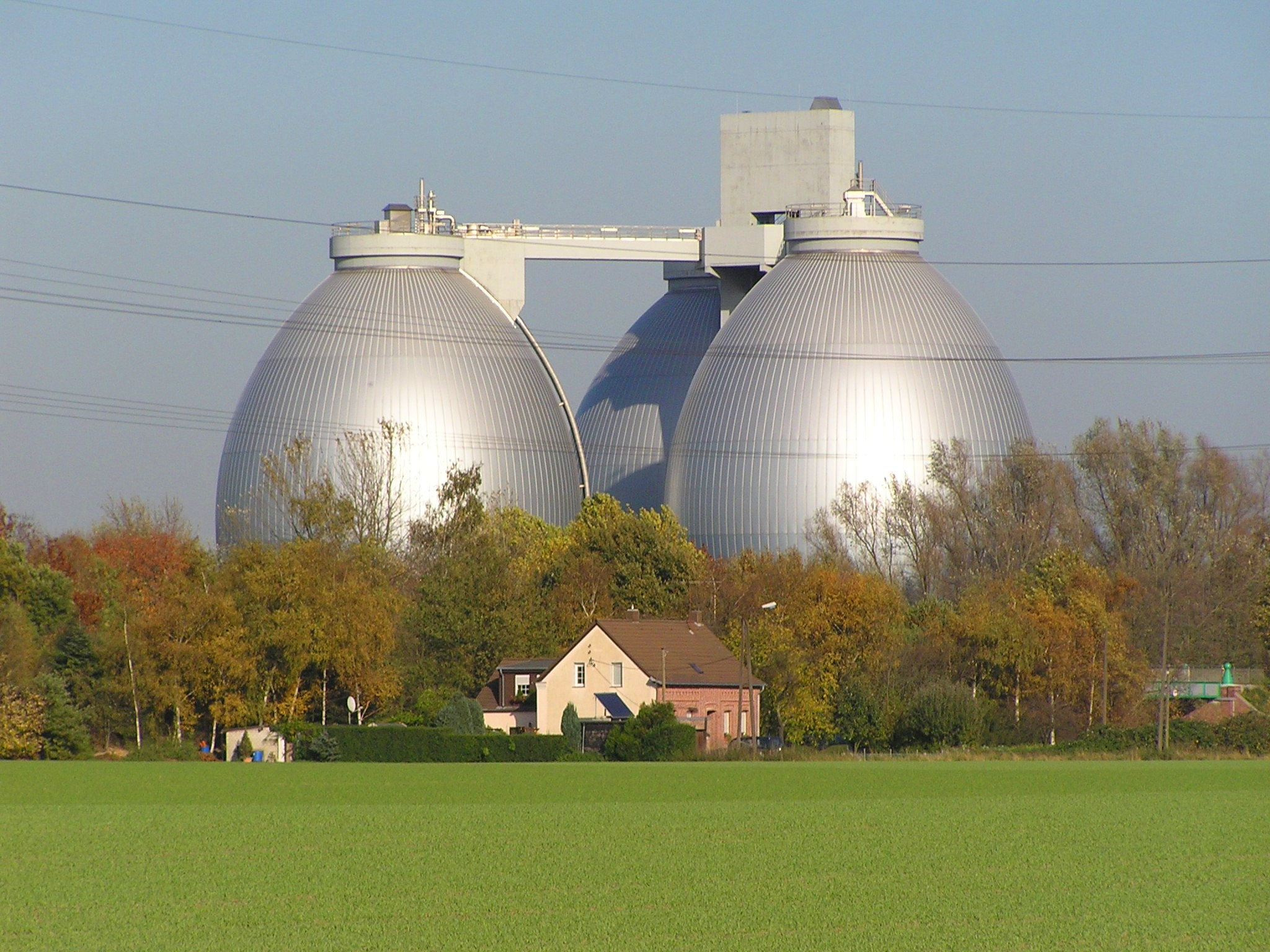
Система очистительных сооружений сточных вод в Германии, 2005 год

Сточные воды являются одним из основных источников микропластика, поступающего в природу. Частицы из одежды, косметики, бытовой пыли и дождевых стоков попадают в канализацию и частично задерживаются на очистных сооружениях, но всё равно часто оказываются в водоёмах и почвах. Современные очистные технологии способны задерживать значительную часть микропластика, но они не решают проблему полностью. Массовое внедрение усовершенствованных методов очистки могло бы снизить выбросы микропластика более чем на 95 %. Например, мембранные биореакторы задерживают до 99,9 % микропластика, быстрые песчаные фильтры — около 97 %, флотация с растворённым воздухом — примерно 95 %. Эти технологии дороги и требуют регулярного обслуживания.
Альтернативный подход — флокуляция, при которой мелкие частицы микропластика связываются в более крупные агрегаты (флокулы) и затем удаляются с помощью фильтрации. В качестве флокулянтов используют природные полимеры: крахмал, лигносульфонаты, гуминовые кислоты, хитозан или бактериальные полисахариды. Этот метод эффективен только в пресной воде и применяется в основном на городских и промышленных очистных сооружениях. Полученные флокулы могут перерабатываться в удобрения или добавки к почве. Однако их используют преимущественно в городском озеленении или при рекультивации свалок и карьеров, где риск попадания микропластика в пищевую цепь значительно ниже.

#### Очистка береговых линий

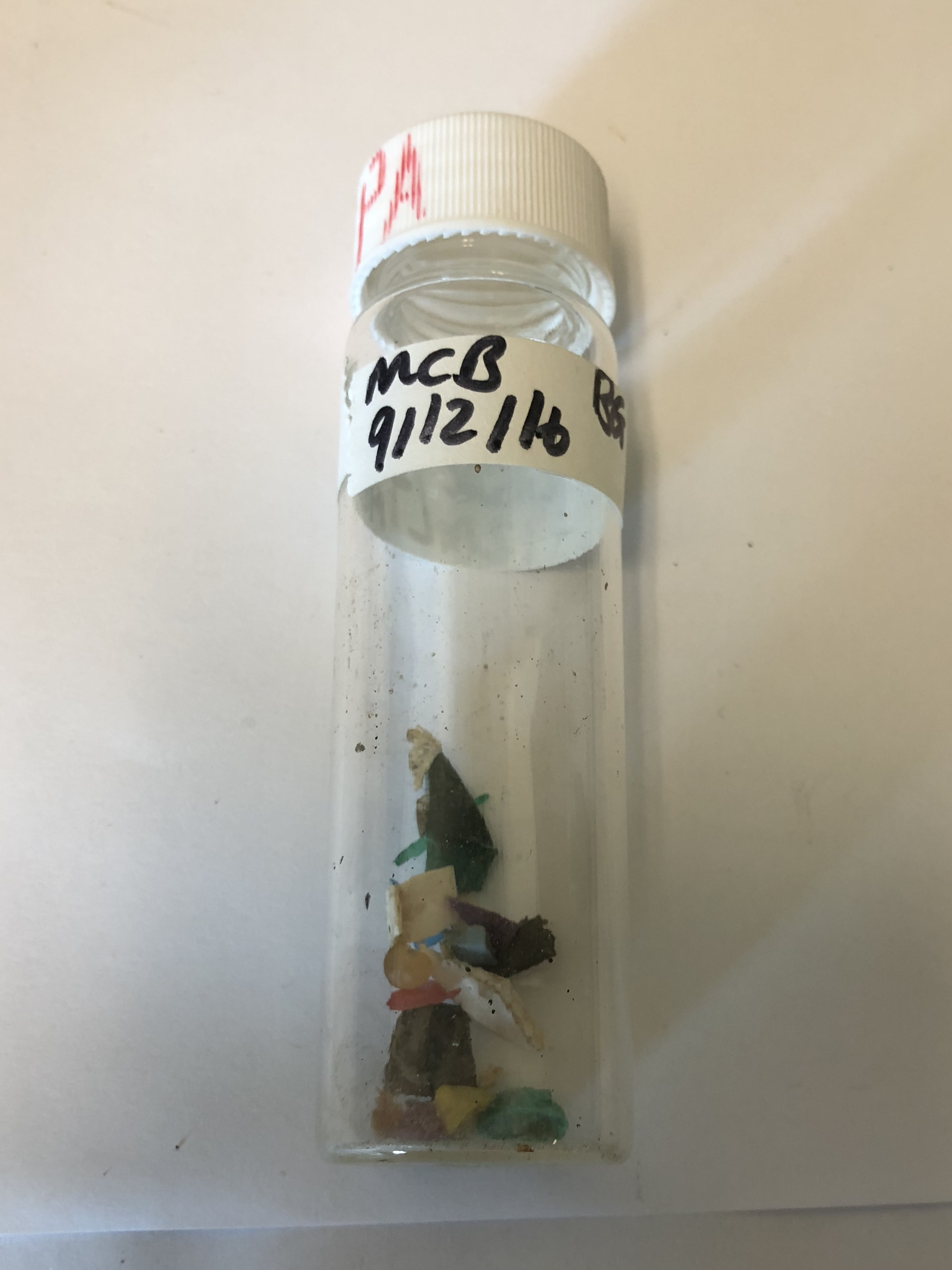
Пробы микропластика, 2018 год

Значительная часть микропластика попадает в океаны через речные системы, особенно в густонаселённых регионах Азии, Африки и Латинской Америки. Регулярная очистка пляжей и берегов является одним из способов предотвращения попадания крупных пластиковых отходов в воду и их последующего разрушения до микрочастиц. Например, ежегодная уборка побережья Baynes Sound в Британской Колумбии позволяет собрать от 3 до 4 тонн мусора, 90 % которого составляют пластиковые отходы: пакеты, пенополистирол, верёвки и рыболовные сети. Такие мероприятия проводятся как волонтёрами и участниками международных организаций (Ocean Conservancy, Greenpeace), так и региональными властями. В 2020 году расходы на уборку пляжей в 90 городах Вашингтона, Орегона и Калифорнии составили около $500 млн
Доля пластиковых отходов в составе мусора на побережьях разнится: в Оманском заливе — 61,8 %, в Чили — 65 %, в Австралии — 70,4 %, Японии — 72,9 %, а в Канаде — от 77 до 90 %. Тем не менее, эффективность уборок ограничена, поскольку мелкие частицы и микропластик зачастую остаются незамеченными. В России «Гринпис» в 2019 году проводил акции по очистке берегов Байкала и Куршской косы на Балтике, где доля пластиковых отходов доходила до 86 %. Особую проблему представляли сигаретные фильтры из пластика.
Перспективным направлением является установка систем для улавливания мусора в реках до его попадания в океан. Проект The Ocean Cleanup использует плавающие барьеры и установки в реках и океанах, что позволило к февралю 2025 года удалить более 22 млн кг пластика.

#### Сокращение производства и рециклинг
Эффективная борьба с загрязнением требует комплексного подхода, включающего сокращение производства пластика, переход на многоразовые альтернативы и увеличение доли переработки отходов. Эти меры помогают снизить спрос на первичный пластик, стимулируя использование вторичных полимеров, и тем самым уменьшают образование микропластика в результате износа упаковки и товаров.

### Системные меры и инициативы

#### Экономика замкнутого цикла
Переход к экономике замкнутого цикла (ЭЗЦ) является ключевой стратегией для борьбы с пластиковым загрязнением. В отличие от линейной модели, где ресурсы используются однократно, циркулярная экономика предусматривает длительное использование материалов, их переработку и регенерацию после окончания срока эксплуатации. По оценкам Программы ООН по окружающей среде, внедрение ЭЗЦ может снизить поступление пластиковых отходов в океаны на 80 % к 2040 году.
Эти результаты могут быть достигнуты путём сокращения производства одноразового пластика, перехода на многоразовые альтернативы, увеличения уровня переработки и внедрения принципов экологичного дизайна продукции. Такая модель снижает спрос на первичный пластик, поощряя использование вторичных полимеров, что сокращает образование микропластика в результате износа упаковки и товаров.
В Европе переход к циркулярной экономике стал приоритетом. В январе 2018 года Европейская комиссия представила стратегию по борьбе с пластиковым загрязнением, основанную на принципах ЭЗЦ. В марте 2020 года Европейская комиссия приняла обновлённый План действий по экономике замкнутого цикла, охватывающий полный жизненный цикл продукции — от разработки и производства до повторного использования и переработки. Документ предусматривает меры по снижению объёмов отходов, стимулированию устойчивого потребления и развитию рынка вторичных материалов
.
В 2024 году в ЕС вступили в силу Регламент по экологичному дизайну устойчивых продуктов (ESPR) и Регламент по батареям. Эти документы устанавливают обязательные требования к содержанию переработанных материалов и уровню переработки продукции. На 2025 год запланирована разработка нового Закона о циркулярной экономике, публикация которого ожидается в 2026 году. Этот закон направлен на формирование устойчивого спроса на переработанные материалы и развитие единого рынка управления отходами, особенно критически важного сырья.
К 2024 году 75 стран разработали собственные стратегии циркулярной экономики, охватывающие 17 отраслей и более 150 категорий политических мер. Многие страны сталкиваются с нехваткой финансовых ресурсов и институциональной поддержки для реализации этих стратегий.

#### Расширенная ответственность производителя
Расширенная ответственность производителя (РОП) является важнейшим инструментом в системном управлении отходами. Этот механизм возлагает на производителей и импортёров финансовую и юридическую ответственность за сбор, переработку и утилизацию продукции после окончания её жизненного цикла. Таким образом, РОП стимулирует экологичный дизайн товаров и упаковки и способствует развитию инфраструктуры сбора и переработки отходов.
Грамотная реализация РОП существенно сокращает объёмы пластиковых отходов и, соответственно, снижает загрязнение микропластиком. По данным Pew Charitable Trusts, внедрение РОП может сократить количество пластиковых отходов в океанах на 80 % к 2040 году. В Европейском союзе внедрение РОП уже позволило уменьшить объёмы упаковочных отходов на свалках на 50 %. В Южной Корее благодаря РОП уровень переработки упаковки вырос на 70 % за период с 2003 по 2017 год, а в Швеции перерабатывается до 84,8 % ПЭТ-бутылок.
Для более эффективной борьбы с микропластиком важно расширять сферу действия РОП, включая не только традиционные упаковочные отходы, но и менее очевидные источники загрязнения — например, износ автомобильных шин, стирку синтетических тканей и использование косметики с микропластиковыми добавками.

#### Законодательные инициативы
Микропластик классифицируется как вид пластиковых отходов, и его распространение обычно связывают с недостатками системы обращения с отходами. Современные законодательные инициативы направлены прежде всего на развитие переработки и повторного использования пластмасс. В связи с этим проблема микропластика регулируется рядом международных, национальных и региональных нормативных актов. На региональном уровне в Европейском союзе ключевыми документами являются Рамочная директива морской стратегии, Рамочная директива по воде, Директива об упаковке и отходах упаковки и Стратегия перехода к циркулярной экономике.
В 2016 году Франция первой в Евросоюзе запретила использование микропластика в некоторых косметических продуктах и средствах личной гигиены. 27 февраля 2025 года Франция приняла закон № 2025—188, который с 1 января 2026 года запрещает производство, импорт, экспорт и продажу косметики, текстиля и восков, содержащих пер- и полифторалкильные вещества (PFAS).
Помимо Европейского союза, законодательные инициативы по ограничению производства микропластика приняты и в других странах. В США в 2015 году был принят Microbead-Free Waters Act of 2015, запрещающий микрогранулы в смываемой косметике с 2017 года. Аналогичные запреты введены в Канаде (с 2018 года), Китае (производство запрещено с 2020 года, продажа — с 2022 года), Аргентине (запрет действует с конца 2022 года), Южной Корее (с 2017 года), Тайване (с 2018 года) и Новой Зеландии (с 2018 года). На национальном уровне законы по сокращению загрязнения микропластиком действуют в Ирландии, Мальте, Шотландии и Великобритании (1990, 2005). Текущие законодательные меры имеют ограниченную эффективность, поскольку зачастую разрабатывались независимо друг от друга и в основном касаются управления отходами, не затрагивая ответственность производителей. Примерами таких соглашений являются Международная конвенция по предотвращению загрязнения с судов и Конвенция ООН по морскому праву.
На 2018 год лишь восемь стран (4 % из 192 изученных) законодательно запретили использование или производство микрогранул — это Канада, Франция, Италия, Республика Корея, Новая Зеландия, Швеция, Великобритания и США. В Бельгии, Индии, Ирландии и Бразилии соответствующие запреты обсуждались на национальном уровне. К 2024 году уже 19 стран ввели ограничения на использование микрогранул в косметике, среди них Аргентина, Китай, Тайвань и Таиланд.
25 сентября 2023 года Европейская комиссия приняла Регламент (ЕС) 2023/2055, ограничивающий использование синтетических полимерных микрочастиц (микропластика), намеренно добавляемых в продукцию. Ограничение вступило в силу 17 октября 2023 года и стало самым масштабным в рамках законодательства REACH. Меры вводятся поэтапно: с 17 октября 2027 года — запрет на микропластик в смываемой косметике, с 17 октября 2029 года — в несмываемой косметике, с 17 октября 2035 года — в декоративной косметике (макияж, губные помады, лаки для ногтей). Ожидается, что эти меры предотвратят выброс около 500 тыс. тонн микропластика за 20 лет.
В апреле 2025 года Европейский парламент и Совет ЕС достигли соглашения по регламенту, направленному на предотвращение потерь пластиковых гранул — одного из основных источников непреднамеренного выброса микропластика. Новые правила предусматривают обязательные меры по всей цепочке поставок, включая транспортировку, и должны сократить потери гранул на 74 %. Согласно обновлённой Директиве ЕС по очистке городских сточных вод, принятой в январе 2024 года, производители косметики и фармацевтики обязаны покрывать не менее 80 % дополнительных затрат на удаление микропластика и других загрязнителей из сточных вод. Европейская комиссия предложила новые правила для текстильной отрасли, нацеленные на снижение выбросов микропластика на всех стадиях производства. В частности, обсуждаются запрет на намеренно добавляемый микропластик в текстиль и повышение прозрачности цепочек поставок. Цель ЕС — сократить выбросы микропластика на 30 % к 2030 году.

#### Международное сотрудничество
Международное регулирование микропластика осуществляется в рамках соглашений Организации Объединённых Наций, Международной морской организации (ИМО), Конвенции ОСПАР, Европейской комиссии и Хельсинкской комиссии. К числу важнейших стратегических документов относятся Цели устойчивого развития ООН (2015), план действий «Большой семёрки» и повестка Всемирного экономического форума (2016).
Под эгидой ООН ведутся переговоры о заключении глобального договора по пластику. В 2022 году на пятой сессии Ассамблеи ООН по окружающей среде была принята резолюция о создании международного юридически обязывающего инструмента по борьбе с загрязнением пластиком, включая морскую среду. Межправительственный переговорный комитет (англ. Intergovernmental Negotiating Committee) начал работу во второй половине 2022 года с целью завершения переговоров к концу 2024 года. На пятом раунде переговоров в Пусане в ноябре 2024 года представители 170 стран не смогли достичь консенсуса по ключевым вопросам, включая ограничение производства пластика и финансовые механизмы для развивающихся стран. Страны разделились на два лагеря: коалиция из 100 государств (Европа, Африка, Латинская Америка, Тихоокеанский регион) выступает за ограничение производства пластмасс, в то время как крупнейшие нефтедобывающие страны, включая государства Персидского залива и Россию, предлагают бороться не с производством пластика, а с его воздействием на окружающую среду.

### Альтернативные решения
По состоянию на 2020 год разрабатываются различные подходы к решению проблемы пластикового загрязнения. Одним из перспективных направлений является использование микроорганизмов, способных разлагать пластик. Например, бактерия Ideonella sakaiensis способна расщеплять полиэтилентерефталат (ПЭТ) в лабораторных условиях, однако её способность эффективно разлагать пластик в природных условиях пока вызывает сомнения. Кроме того, неконтролируемое применение таких бактерий может привести к нежелательному разрушению полезных пластиковых изделий. Остаётся неясной эффективность бактерии в разложении полимеров с различными химическими добавками.
Другим перспективным решением является использование грибов для биоразложения пластика. Некоторые виды, такие как эндофитный гриб Pestalotiopsis microspora, способны эффективно разлагать полиуретан благодаря наличию ферментов серин-гидролаз. Aspergillus tubingensis демонстрирует значительные возможности для разложения полиуретана в лабораторных условиях. Тем не менее, вопрос безопасности и эффективности их использования в природных условиях, особенно с пластиками, содержащими добавки, остаётся открытым.
В 2019 году группа учёных под руководством инженера-химика Цзян Канга из австралийского Университета Кёртин разработала метод разложения микропластика с помощью углеродных нанотрубок, покрытых азотом. При взаимодействии с пероксимоносульфатом эти нанотрубки образуют активные формы кислорода, расщепляющие микропластик на более простые соединения. При добавлении марганца нанотрубки приобретают магнитные свойства, что позволяет их извлекать из воды и повторно использовать. В лабораторных условиях метод показал снижение концентрации микропластика на 30-50 % при температуре 120 °C в течение восьми часов. Эти испытания проводились в строго контролируемых условиях, а частицы микропластика предварительно извлекались из воды.
В 2019 году начались исследования по использованию слизи медуз для очистки воды от микропластика. Французские учёные ранее установили, что слизь медуз способна связывать наночастицы золота, что потенциально может быть применимо и к пластику в условиях очистных сооружений. В рамках финансируемого ЕС проекта GoJelly был создан прототип фильтра на основе медузьей слизи, способного удалять до 90 % нанопластика. Эта технология нуждается в дальнейшей доработке, особенно в части масштабирования и устойчивого производства слизи.
В 2025 году исследователи из Китая обнаружили, что обычное кипячение воды может существенно снизить концентрацию нанопластика. В мягкой воде содержание частиц уменьшилось на 25 %, а в очень жёсткой — до 90 %. Это связано с образованием накипи из карбоната кальция, в которой оседают пластиковые частицы.
В том же году компания Protein Evolution сообщила о разработке ферментов, способных расщеплять пластиковые отходы, в частности полиэфирные ткани, до базовых химических компонентов В отличие от традиционной переработки, метод не приводит к образованию микропластика. Компания разработала новый материал Biopure, аналогичный полиэстеру, но полностью получаемый из переработанных отходов.